# Celaya
Celaya pronunciaciónⓘ es una ciudad mexicana en el estado de Guanajuato y cabecera del municipio homónimo. Fue fundada el 12 de octubre de 1570 con el nombre de Villa de la Purisíma Concepción de Zalaya. Constituye el principal núcleo urbano de la denominada Área metropolitana Laja-Bajío, y por ende su más importante centro económico. 
Se localiza justo en la parte central de la extensa llanura que comprende el municipio, mismo que está ubicado en el sureste de la entidad, ocupando alrededor de 70 km² (12.6 % del área total del municipio). Concentra 73% de la población total de este (378,143 habitantes). Se encuentra a 50 km al oeste de la ciudad de Santiago de Querétaro y a 260 km de la Ciudad de México. Es la tercera ciudad más grande del estado después de León e Irapuato.

## Toponimia
El nombre de Celaya, no es el mismo que le adjudicaron los primeros pobladores que eran pequeños grupos de otomíes u otomites y algunos chichimecas, en el antiguo mezquital (el Mezquital de Apaseo), donde posteriormente se asentaría la villa de españoles de presumible ascendencia vascuence.
El nombre original de Celaya, según crónicas: Nat-tahí, Nat-ta-í, Natthahí, o Natthaí, en idioma otomí significaba "el mezquite o lugar de mezquites".
Con la llegada de los españoles a tierras americanas, y la consiguiente invasión y conquista de la Mesa Central, en donde se localiza el Bajío, el equilibrio primitivo en sus múltiples variantes se alteró, empezando por los nombres de muchas cosas.
Nattahí descendió a suplementaria referencia autóctona, al reemplazársele el nombre; según se cuenta que, Antonio de la Cruz, que en los umbrales del año de 1565 había venido a establecerse en el pueblo de Apaseo, a las extensas huizacheras que se extendían al sur, las llamó Zalaya, que al decir de la tradición en idioma vascuence significa tierra llana, como en efecto lo era desde entonces y hasta ahora. El nuevo nombre, alusivo a la topografía (como el anterior, relativo a la vegetación), fue, como este, certero y adecuado.
Todavía el 3 de febrero de 1574, según el Acta que levantó el doctor Alonso Martínez, juez visitador comisionado por el Virrey Martín Enríquez de Almansa, con el motivo de la entrega de tierras a los primeros pobladores, se consigna el nombre de este lugar como Selaya del Mezquital. Por lo que se puede ver que desde la primera época empezaron a coexistir dos formas dominantes: Zalaya, con z y Selaya, con s, sin que otras versiones que también se ensayaron a la sazón corrieran con mucha fortuna entre el grueso de la población, pues por los documentos disponibles también se llegó a escribir: Zalalla, Zelaia y Zelaída.
La denominación de Celaya, se ha decantado con el fluir de las generaciones de vecinos y hasta extraños que han contribuido a aportar un rasgo fundamental de la ciudad, como lo es precisamente el nombre que, en definitiva, representa la esencia conceptual de la identidad, que por añadidura y recompensa, allá en los albores del siglo XVIII, se ganó el poético sobrenombre de La Puerta de Oro del Bajío.

## Escudo
| El Escudo de armas del Municipio de Celaya fue otorgado siendo virrey de la Nueva España don Francisco Fernández de la Cueva, quien confirmó la merced de la elevación de rango de esta ciudad. | El escudo Escudo Armas Ciudad de Celaya está blasonado así: El escudo se compone de un óvalo enmarcado con una banda estilizada adornada con cinco carcajes de flechas (simbolizando a las tribus indígenas sometidas) conteniendo como fondo tres franjas divididas en los colores azul, blanco y rojo, que simbolizan realeza, pureza, poder y soberanía, respectivamente. La franja azul mantiene centrada la imagen de la "Purísima Concepción"; a su derecha tiene el monograma de la corona de Felipe IV. En la izquierda se encuentra una cueva, en honor del Virrey Francisco Fernández de la Cueva y Enríquez de Cabrera, quien elevara la villa a rango de Ciudad y le otorgara el título de Muy Noble y leal con el derecho de portar escudo de armas. La franja blanca contiene una representación de los fundadores de Celaya reunidos bajo un mezquite, el cual dio sombra al primer cabildo de la ciudad. La franja roja contiene la divisa en latín De forti dulcedo ("De los fuertes la dulzura") sobre dos brazos desnudos rindiendo los arcos, simbolismo de la pacificación de las tribus chichimecas, huachichiles y guamares. En la Carretera Panamericana, por la entrada occidente de la ciudad, se erigió una estatua con el escudo de Celaya, tomando la franja blanca (los fundadores bajo el mezquite) y añadiendo sobre el árbol la imagen de la Purísima Concepción. |

El Escudo de armas del Municipio de Celaya fue otorgado siendo virrey de la Nueva España don Francisco Fernández de la Cueva, quien confirmó la merced de la elevación de rango de esta ciudad.
En la Carretera Panamericana, por la entrada oriente de la ciudad, se erige una estatua con el escudo de Celaya, tomando la franja blanca (los fundadores bajo el mezquite) y añadiendo sobre el árbol la imagen de la Purísima Concepción.

## Historia

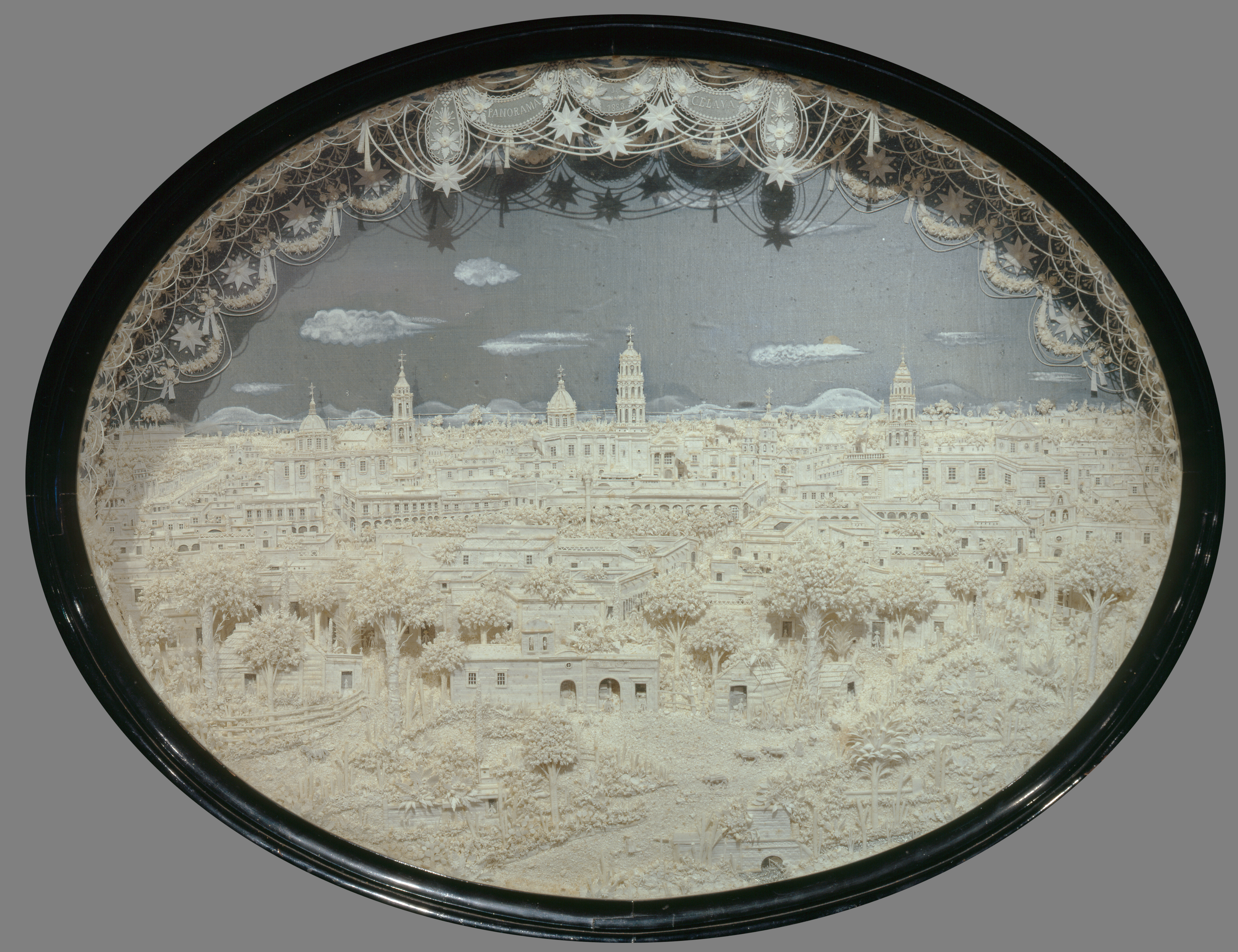
Panorama de la ciudad de Celaya, Jacobo Ávila, 1883, Museo Soumaya

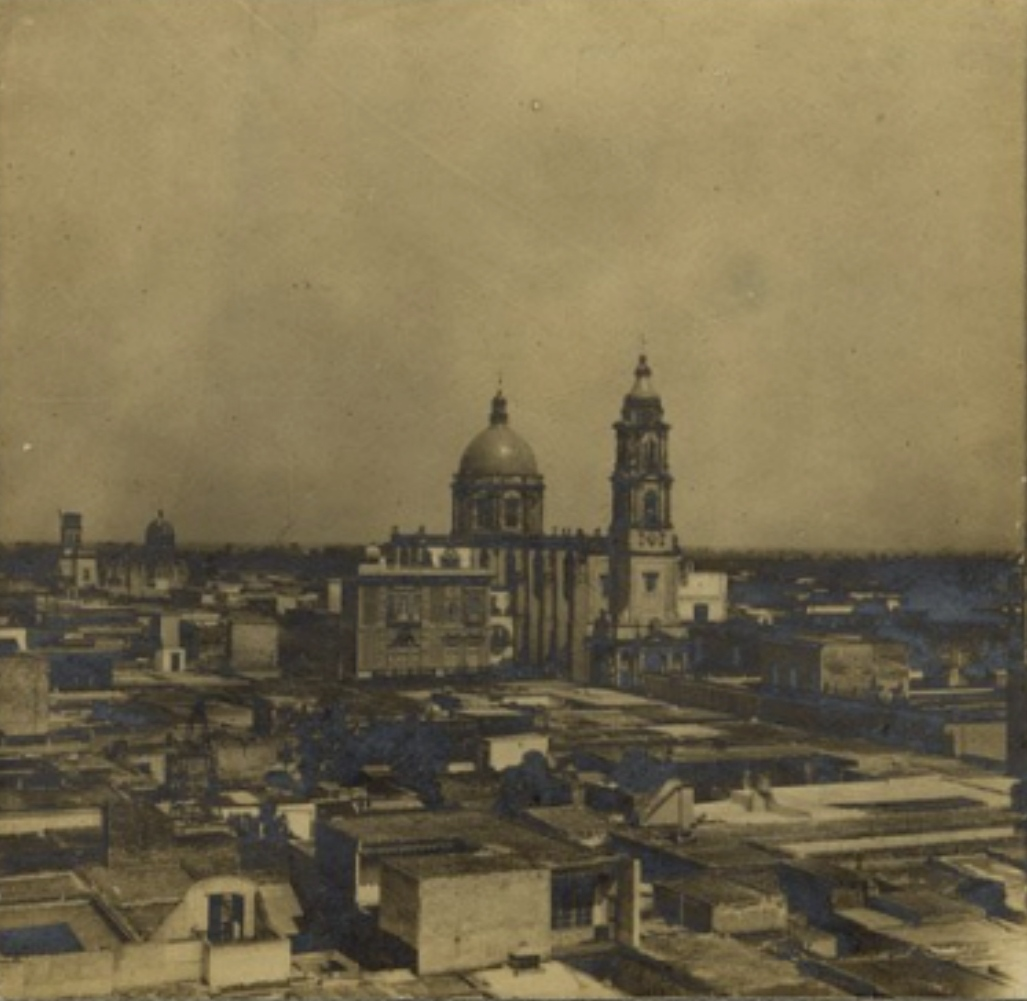
Panorámica de Celaya (1909).

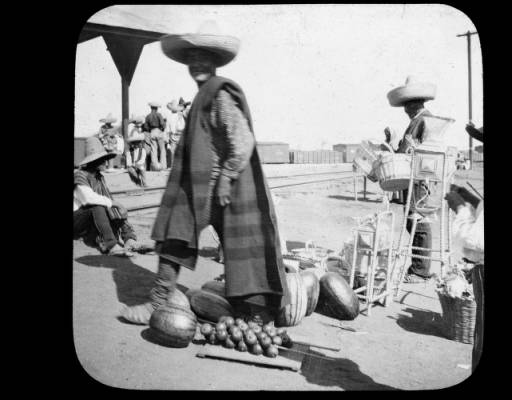
Vendedores ambulantes, finales del

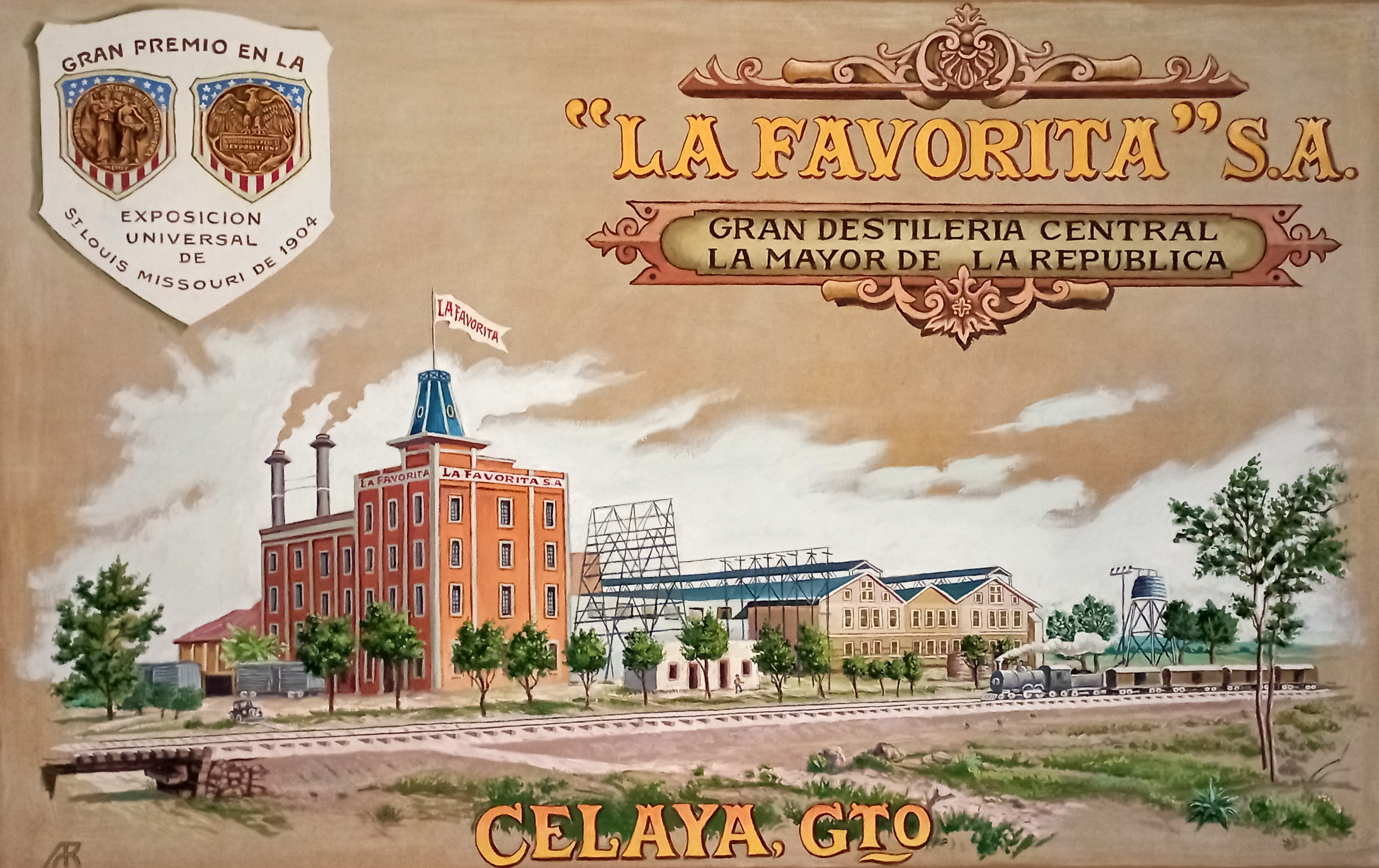
Destilería La Favorita

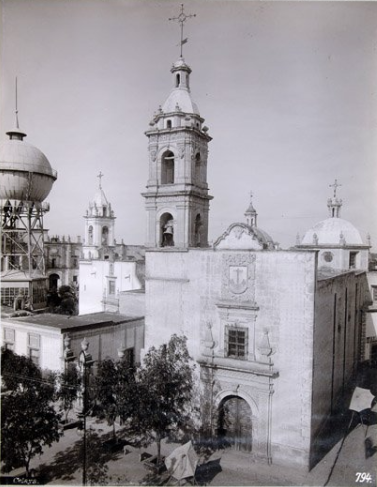
Templo de la Cruz y Bola del Agua (1910).

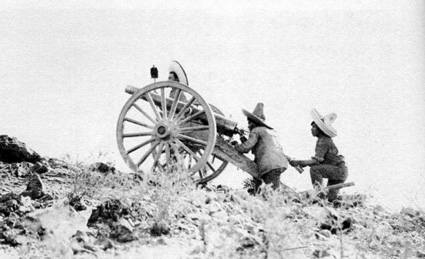
Batalla de Celaya.

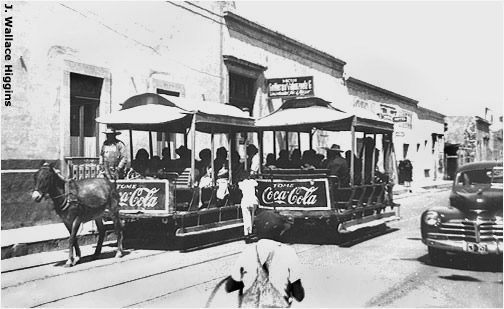
Carros tirados por mulas, años treinta.

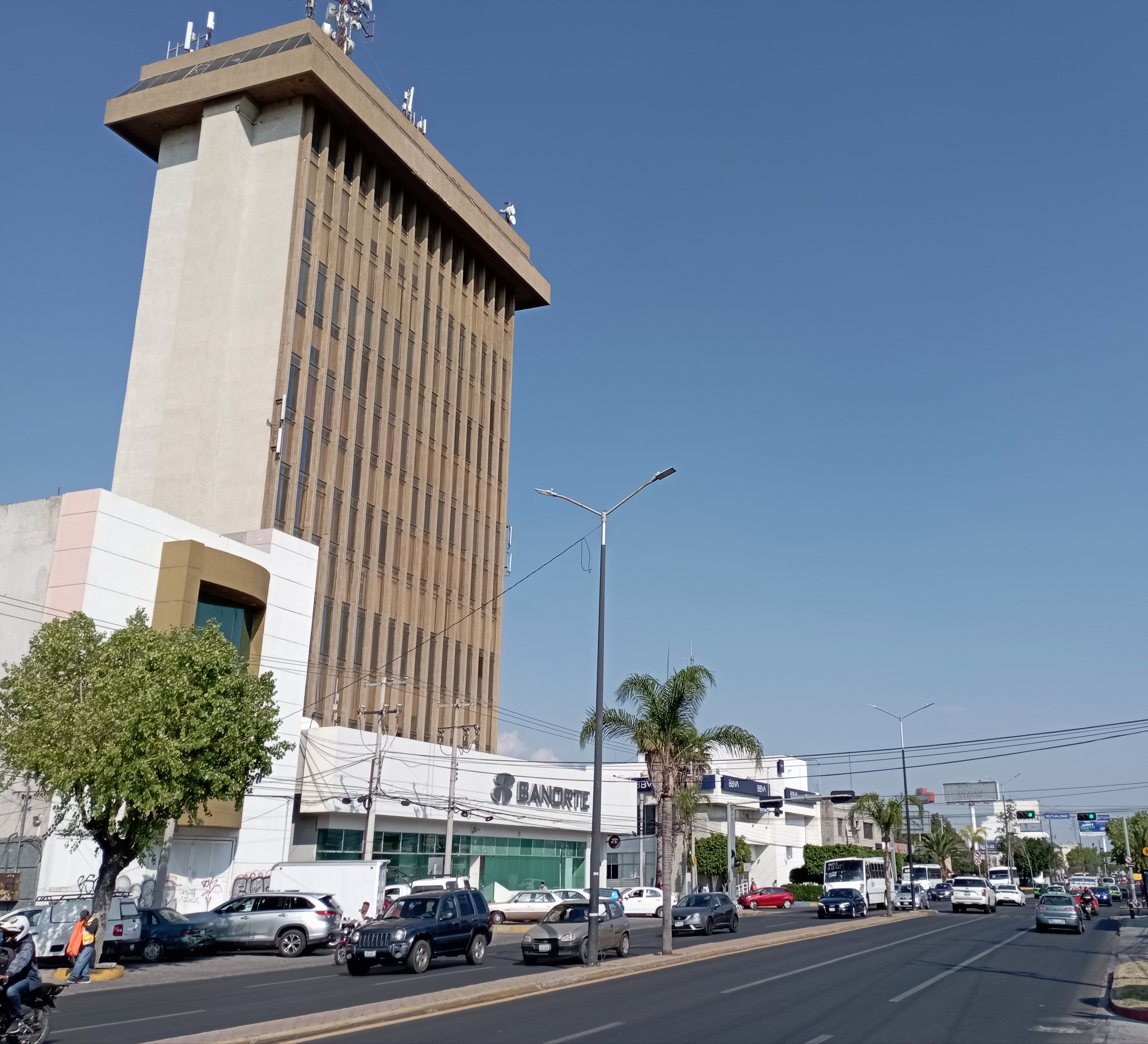
Edificio La Torre en Av. Adolfo López Mateos.

### Fundación
En el marco de las exploraciones y conquistas españolas de los territorios limítrofes entre la Provincia de Nueva Galicia (hoy Jalisco) y el Reino de México (hoy Ciudad de México), ya se habían establecido una serie de asentamientos en lo que actualmente es el estado de Guanajuato, propiamente en la región del Bajío. Entre ellos estaban las Villas de Apaseo y Acámbaro que se instalaron para surtir a los viajeros; estos primeros españoles llamaban a la zona el Mezquital de los Apatzeos. Los exploradores y habitantes españoles de los asentamientos, eran víctimas de constantes ataques indígenas, por lo que el entonces Virrey de Nueva España, Luis de Velasco, expidió en 1551 una cédula para que se instalase una guarnición que sirviera de protección a los intereses de la corona.
A pesar de la guarnición, aún permanecía un poblado indígena llamado Nat-Tha-Hi (que en otomí significa debajo del mezquite o a la sombra del mezquite) sobre una llanura propicia no solo para el paso (y consecuentes enfrentamientos), sino para el establecimiento de un asentamiento más. La frecuencia de los ataques a los viajeros, que llevaban los metales preciosos a la capital, obligó al Virrey Martín Enríquez de Almansa a venir personalmente para organizar la defensa de los viajeros.
Luego de algunos enfrentamientos, el virrey estableció, a su regreso a la capital, una serie de presidios que sirvieran como línea defensiva ante los embates indígenas. Al pasar por el que correspondió al poblado de Nat-Tha-Hi se acercaron a él un grupo de ganaderos vascos: Lope García, Vasco Domínguez, Juan Franco, Diego Pérez Lemus y algunos otros labradores residentes de estancias de ganado del mencionado asentamiento Mezquital de los Apatzeos, para solicitar su anuencia a la fundación de una villa que los dotara de recursos para defenderse de los indígenas, pero también para evangelizarlos. El virrey comisionó a Francisco Sandi para que realizara las gestiones necesarias para tales efectos, al tiempo de pedir la autorización y verificación de las tierras a la autoridad local que ejercía el control de la región, el alcalde mayor de la Ciudad de Guanajuato Juan Torres de Lagunes. 
El 12 de octubre de 1570 se expidió la cédula de fundación y se nombró como alcalde Mayor (aunque de carácter transitorio) a Pedro de Villegaz; siendo este el responsable de organizar al grupo de familias que, una vez aprobada la solicitud de fundación, serían quienes elegirían al primer ayuntamiento. La fundación se realizó a los pies de un árbol de mezquite característico de la zona, en lo que hoy es el denominado Barrio del Zapote. En ese lugar un grupo de veintisiete familias recibió las correspondientes tierras que habrían de habitar y hacer producir. El primer ayuntamiento quedó establecido el 1 de enero de 1571 con Domingo Silva y Juan Freyre como primeros alcaldes electos de la historia. En esa misma fecha se recibió el permiso definitivo para la fundación de la villa.
El epicentro de construcción para la ciudadela fue el convento grande de San Francisco y el posterior establecimiento de las Casas Reales en la Plaza de Armas. Más tarde las haciendas circundantes con la ayuda de los afluentes de los ríos Apaseo y San Miguel se volvieron importantes productoras de maíz, trigo, chile, pimiento, vid y maguey para las ciudades mineras Guanajuato, Zacatecas y San Luis Potosí en cuya ruta era paso obligado.
Los evangelizadores franciscanos se volvieron de vital importancia para el desarrollo de la villa, aportando el panteón, la huerta popular, la Enfermería, el Noviciado, el Claustro y el "Colegio de la Purísima Concepción" que es una de las instituciones antecedentes a la Real y Pontificia Universidad de México, al tiempo que se edificaban el templo de San Francisco, el templo de la Tercera Orden, el templo de Nuestra Señora del Pilar, el templo de la Señora del Cordón, la capilla de los Dolores y los espacios públicos hoy localizados en el centro histórico.
En 1597 la orden de los carmelitas legó a la villa su convento y templo. En 1609 se establecieron los agustinos al sur de la ciudadela fundando también su propio convento y templo. En 1623 con la construcción de un templo dedicado a Nuestra Señora del Tránsito y un hospital de Curaciones, se establecieron los monjes juaninos en la villa.
Casi un siglo después, el 10 de octubre de 1655, a la villa conocida y nombrada en los informes reales del virreinato como Zalaya o Celaya, se le concede la Real autorización para poseer el título de Muy Noble y Leal Ciudad con derecho a Blasón; sin embargo, el título no se confirma por el rey Felipe IV sino hasta el 7 de diciembre de 1658, después de pagar adeudos pendientes a la corona.
Fue hasta 1719 que los jesuitas llegaron a la entonces ciudad de Celaya, estableciendo el templo y convento de la Compañía de Jesús, hoy destruido, e instruyendo en mejores técnicas para el cultivo de la vid. En 1724 en la Alameda se erigió el Santuario de la Virgen de Guadalupe.

### Periodo de la independencia
El ejército insurgente llegó a Celaya el día 20 de septiembre de 1810, acampando en los terrenos de la Hacienda de Santa Rita. En Celaya solo había un piquete de soldados que no superaban los diez hombres que esperaban ser apoyados por los regimientos de Querétaro o Guanajuato, la respuesta del Ayuntamiento no llegaba y se tomó la determinación de marchar sobre la ciudad el día 20. Debido a una crecida de los ríos circundantes, el cura Hidalgo no pudo pasar a la ciudad hasta el día siguiente. A pesar de ello, mandó una carta al cabildo celayense pidiendo su incondicional rendición, haciendo notar que tenía bajo su custodia a 70 españoles y que si no se rendía la ciudad, los pasaría a degüello.
La ciudad fue entonces tomada pacíficamente el 21 de septiembre, en las primeras manifestaciones de un ejército insurgente en México. En el mesón de Guadalupe, que todavía se encuentra en el centro histórico de la ciudad, fue hospedado Hidalgo, desde donde organizó al entonces precario ejército insurgente. Miguel Hidalgo entró al frente de los Insurgentes junto con Ignacio Allende, Ignacio Aldama y Mariano Abasolo, seguidos de un contingente superior a los cuatro mil hombres, llegando a la plaza de armas encontraron algunas trincheras y unos cuantos hombres apostados en las azoteas; la masa insurgente reaccionó dañando unas cuantas puertas, pero finalmente el ayuntamiento y el clero salieron a recibirlos en medio de repiques de campanas. 
Luego los levantados se dispersaron entregándose al saqueo de casas y comercios, Hidalgo calmó a la multitud arrojándoles puños de monedas, actitud que fue bien recibida en medio de vivas a Hidalgo y Allende. Al día siguiente 22 de septiembre se pasó revista en una llanura junto a la capilla de San Antonio donde se otorgaron los primeros nombramientos por aclamación de los levantados, correspondiendo a Hidalgo el de Generalísimo de América, a Ignacio Allende teniente coronel y a Ignacio Camargo el de mariscal de campo; estos nombramientos que contaron con la aprobación de las autoridades locales son considerados como los hechos fundacionales del actual Ejército mexicano. Después de estos sucesos, Hidalgo y Allende se prepararon para salir de Celaya para la toma de Guanajuato.
Luego del acto donde se produjeron los nombramientos, Hidalgo sostuvo una reunión con el Ayuntamiento, el cual fue reestructurado en sus puestos faltantes que habían sido ocupados por españoles, la asamblea reconoció los cargos y se adhirió al plan contra los españoles. Luego Hidalgo dictó una carta al Intendente Riaño indicándole las razones del movimiento y advirtiéndole de los riesgos de no considerar la seriedad del movimiento Insurgente.
La respuesta del Intendente Riaño llegó el día 23 en los términos de dejar claro a Hidalgo que como intendente no cedería en su deber de defender los intereses del Rey Fernando VII y de los españoles. La determinación inmediata de Hidalgo fue entonces reiniciar de inmediato la marcha hacia Guanajuato. 
Pese a que Celaya fue tomada por los insurgentes, el ejército realista, a nombre del Virrey, recuperó la ciudad y depositó una guarnición para reprimir posibles brotes independentistas. A lo largo de la Guerra de Independencia la ciudad fue paso y sitio de acontecimientos vinculados a la activa región del Bajío, sobresaliendo el haber sido resguardada por el Regimiento de Celaya durante poco más de dos años comandado por Agustín de Iturbide.
No fue hasta 1822, meses después a la consumación de la Independencia y dada la popularidad de Agustín de Iturbide en la proclamación de la soberanía, que el regimiento de Celaya instó, la noche del 18 de mayo, al grito de "¡Viva Agustín de Iturbide, emperador de México!". La noticia no tardó en llegar a la Ciudad de México sumándose a que el congreso discutiera la propuesta y aceptara la eventual coronación de Agustín de Iturbide.

### SigloXIX

#### Intervención estadounidense en México
Durante la Intervención estadounidense en México, El regimiento de Celaya, al mando del Gral. Pedro Ampudia fue el primer regimiento guanajuatense en combatir a los invasores norteamericanos en las batallas de Palo Alto y La Resaca de Guerrero, luego formándose de este el Primer y Segundo regimiento de Celaya a la vez de coadyuvar al regimiento auxiliar de Guanajuato.

#### Segunda intervención francesa en México
En 1863 México sufrió la Segunda Intervención Francesa, periodo durante el cual las tropas de ocupación francesa invadieron el Bajío comenzando por San Miguel de Allende avanzando a Celaya. En diciembre de 1863 tropas francesas ocuparon Celaya con el beneplácito del sector conservador la de ciudad. En febrero del siguiente año, las autoridades acordaron levantar un acta en la que se exprese la dicha celayense por la aceptación del archiduque Maximiliano de Habsburgo al trono imperial mexicano y se describa la ceremonia mediante la cual se rendirá homenaje al nuevo emperador; los actos consistirían en realizar guardias de honor a su retrato, colocar el escudo de armas imperial en el centro de la ciudad e iluminar de “la manera más elegante posible” el Palacio Municipal. Los emperadores desembarcaron en el puerto de Veracruz el 28 de mayo de 1864, una comisión  los recibió y no el pueblo entero como ellos esperaban. En junio, la ciudad de Celaya se unió a los festejos por la llegada de Maximiliano y su esposa Carlota a la Ciudad de México, se programó una serie de actos públicos y religiosos en los que gran parte de los celayenses participaron. Meses más tarde y ya instalados en la capital, el emperador decidió organizar un viaje por algunas regiones del país, se hospeda en la ciudad de Querétaro y ante la cercanía geográfica de su Alteza Imperial, autoridades de Celaya envían mensajes, cartas y mueven influencias para lograr una visita  del soberano.
El 23 de agosto de 1864, el Segundo Emperador de México fue recibido en esta ciudad por autoridades civiles en el puente del Río Laja junto con su guardia imperial. Una banda de música siguió a la comitiva hasta llegar al “puente de las monas” en el que cientos de personas lo esperaban, las campanas de las iglesias repicaron y los celayenses vitoreaban a su Majestad, relata el historiador Luis Velasco y Mendoza.
Durante su estancia  en Celaya, tuvo oportunidad de visitar el templo del Carmen, El Colegio Civil del Estado, con sede en San Francisco, y fue sorprendido gratamente al enterarse de que en esta institución se enseñaba el sistema métrico decimal, cuando en Europa estos conocimientos eran relativamente nuevos; otras visitas que impactaron al Emperador fueron la cárcel y el Hospital de San Juan de Dios, en donde observó las difíciles condiciones en las que se encontraban presos y enfermos a quienes decidió ayudar en lo posible donando una suma de dinero. Al día siguiente concluye su visita, se despide de los celayenses, agradece su hospitalidad y promete regresar acompañado de la Emperatriz Carlota y continúa su viaje por la zona del Bajío.
Cuando las tropas francesas abandonaron México y el emperador Maximiliano de Habsburgo tuvo la necesidad de huir de la Ciudad de México con destino hacia el Bajío, fue sitiado en Querétaro por la resistencia en Celaya y municipios circundantes propugnada por Mariano Escobedo.

#### Porfiriato
Al éxito de la Revolución de Tuxtepec encabezado por Porfirio Díaz en contra de Sebastián Lerdo de Tejada, Porfirio Díaz invadió Celaya para el 29 de diciembre de 1876 y desde Salamanca nombró gobernador de Guanajuato a Francisco Z. Mena.
Bajo la gubernatura de Francisco Z. Mena en Celaya se instaló el ferrocarril que comunicaría en su primera etapa al Bajío siendo Celaya y León sus últimos destinos. Ya en 1904 las dos más grandes vías férreas de la República, la del Central y la del Nacional, cruzaban la ciudad, comunicándolo con las principales ciudades del país.
La industria en Celaya se acrecentó al hecho de contar con los adelantos de la energía eléctrica, el ferrocarril y el telégrafo; instalándose en la ciudad empresas y fábricas de alcohol, aceite y derivados del maíz, además de brindarle un empuje a su producción agrícola.
En lo referente a educación, en este periodo se inauguró en Celaya una de las cuatro escuelas modelos del estado, donde se impartía la educación positivista impulsada por el gobierno federal. Además, en este periodo, se edificó e inauguró la Bola de Agua de Celaya que es un enorme depósito de agua para surtir a la ciudad y que aún existe, mismo que fue fabricado por un ingeniero alemán en 1910.

### Periodo revolucionario
La aprehensión de Alfredo Robles Domínguez a mediados de 1910, principal partidario maderista en la región, cesó todo tipo de intención en la zona de proseguir la eventual revuelta que estallaría el 20 de noviembre de 1910; de hecho la ciudad permaneció ajena, aunque cauta, ante los acontecimientos bélicos que se desenvolvieron en amplias zonas del país hasta la caída, tanto de Porfirio Díaz, como del gobernador Ignacio Obregón. Ante la incertidumbre de los rápidos cambios que se sucedían en el país y la eventualidad de que la violencia que parecía extenderse llegara a sus hogares, los grupos privilegiados de la ciudad decidieron protegerse. La élite, conformada principalmente por los hacendados de la región, se organizó y convocó a una reunión de emergencia de los dueños o encargados de casi cincuenta haciendas. La junta se celebró el 27 de marzo de 1911 en el ayuntamiento y los asistentes acordaron que cada uno colaboraría pagando guardias y proveyendo pastura y haberes. Se solicitaría el envío de Rurales a la región y, quizá lo más importante, se decidió no resistir a los sublevados llegado el caso.
También se conformó una comisión para que, al arribo de los revolucionarios, procurara obtener garantías para los habitantes. Estaría formada por el presidente del ayuntamiento, Francisco Paredes, Vicente Martínez Borja, Amado Obregón, Manuel Molina, José Reynoso y Santiago F. Villanueva.
Diversos personajes en el estado decidieron súbitamente enarbolar la causa maderista, ante la confirmación del avance de este hacia la capital, por lo cual organizarse en torno a él y derrocar a las autoridades emergentes, leales a los depuestos porfiristas, les permitiría obtener ventajas en el próximo gobierno. Uno de ellos fue el empresario agrícola Francisco Franco, que tuvo presencia militar en el sureste del estado. Inició su movilización en su natal Jaral y se dirigió hacia Valle, la que evadió al encontrarla fuertemente guarnecida; siguió en los días siguientes hacia Cortázar, población que tomó sin resistencia. Sin haber intercambiado un solo tiro, los revolucionarios de Franco, que sumaban entre sesenta y setenta efectivos, llegaron a las afueras de Celaya el 31 de mayo. Allí los esperaban ochenta hombres de caballería y de infantería, y cincuenta más repartidos en el cerro de Culiacán, Cañada de Caracheo, Puerta del Monte y Arroyo de los Sauces.
Aunque el triunfo de los maderistas se había formalizado a nivel nacional, la entrada de Franco a Celaya fue conflictiva, pues el recién nombrado jefe político, Ciro Valenzuela, apoyado por el gobernador Aranda, y numerosos pobladores se resistieron a entregar la ciudad. Franco entró en contacto con el cuartel central maderista en Ciudad de México, donde el guanajuatense Alfredo Robles Domínguez, recién liberado, deseoso de incorporar tantos contingentes como fuera posible a su causa, gestionó su entrada. El 6 de junio de 1911, Francisco I. Madero pasó fugazmente por la ciudad, en donde una comitiva encabezada por el jefe político Ciro Valenzuela lo recibió.
Al igual que muchas zonas del país, la ciudad se encontró en medio de una disputa por el control político o militar de facciones moderadas y radicales del movimiento revolucionario, y de los aun influyentes grupos socioeconómicos ligados al anterior régimen porfirista. Esto provocó la renuncia de las autoridades del ayuntamiento el 27 de junio de 1911. Durante la visita como candidato presidencial de Madero el 29 de septiembre, grupos opositores a la candidatura como vicepresidente de José María Pino Suárez lograron romper el mitin. No obstante en las elecciones del 1 de octubre tanto Madero como Pino Suárez fueron elegidos por mayoría en Celaya, al tiempo que el celayense Víctor José Lizardi fue elegido gobernador del estado.
A pesar de los intentos de las nuevas autoridades por progresivamente aplicar las medidas y reformas maderistas, las rivalidades políticas, las huelgas de labriegos y una catastrófica inundación ocasionaron nuevas rebeliones antimaderistas en la región, siendo en el caso de Celaya, encabezada por Tomás Pantoja.

#### Batalla de Celaya
Durante la época revolucionaria en la ciudad sucedieron una serie de importantes y sangrientos enfrentamientos conocidos como las batallas de Celaya, entre las fuerzas villistas con 30 000 hombres y los obregonistas con 15 000 durante los días 13, 14 y 15 de abril de 1915, resultando victoriosos los obregonistas.
En la Batalla de Celaya, a principios de abril de 1915, fue el segundo encuentro entre ambos generales. En principio, Pancho Villa lanzó oleadas de bombas que por momentos hacían retroceder al enemigo. Pero Obregón pudo remontar la ventaja y poco a poco venció a Villa en su segundo enfrentamiento, la noche del 6 de abril.
Obregón escribió al Presidente Venustiano Carranza confiado de la seguridad de su victoria, pero Villa aprovechó para presentar batalla nuevamente el 13 de abril, donde fue derrotado en cuestión de pocas horas. Se retiró al Bajío, y escribió desde ahí una misiva pidiendo a Obregón no perseguir a sus soldados, pues estaban hambrientos y no podrían defenderse. Después de ello, ambos ejércitos tuvieron enfrentamientos pequeños en la zona abajeña.
La mañana del 3 de julio, Obregón salió con algunos miembros de su escolta a recorrer el patio principal de una hacienda en Santa Ana del Conde, Guanajuato, de la que habían recibido reportes de ataques villistas. De pronto, una guardia de soldados al servicio de Francisco Villa salió y atacó con granadas al conjunto de hombres de Obregón, quien fue herido por la explosión, perdiendo en el acto su brazo derecho. Al ver que lograron su cometido, los villistas regresaron a su campamento. Obregón, como relató años después a Vicente Blasco Ibáñez, sintió profundo dolor psicológico por la pérdida de su brazo e intentó suicidarse disparándose a la sien con una pistola, que estaba descargada. Pocas horas más tarde recobró el sentido y fue informado de la toma de León, por parte de las fuerzas de Villa. Por su victoria aplastante en Celaya, se le empezó a conocer con el alias «El manco de Celaya». A los pocos días decidió salir de Celaya y pronto tomó Saltillo, Aguascalientes y Torreón. Al llegar a Sonora expulsó a los villistas del territorio estatal e instauró pactos de paz con el ejército yaqui.

### La inundación
En el mes de agosto de 1973, dada las fuertes lluvias y el mal manejo por parte de las autoridades de la presa Ignacio Allende, el río Laja se desbordó, inundando parte de la ciudad, en particular las colonias Francisco Eduardo Tresguerras, Insurgentes, El Zapote y Alameda, registrándose cuantiosos daños materiales.

### La explosión de Celaya
El domingo 26 de septiembre de 1999, conocido también como El domingo negro ocurrió la hasta hoy mayor tragedia de la ciudad, al estallar una tienda que almacenaba grandes cantidades de juegos pirotécnicos.
En total fueron 3 explosiones la primera debida a la pólvora de los fuegos pirotécnicos y la segunda mayor fue la de un tanque de gas LP de 1000 litros que provocó el mayor número de muertes.
La tienda se localizaba en una importante zona comercial de mucho tránsito sobre la avenida Antonio Plaza sobre la cual se encuentra la central de autobuses de Celaya. Ese día se registraron 71 muertos y 438 heridos, entre los cuales se encontraban tres paramédicos de la Cruz Roja, un paramédico de S.O.S rescate, elementos del "Cuerpo de Bomberos Voluntarios de Celaya" así como uno de la Cruz Ámbar.

### El auge de Celaya
Superado el periodo posrevolucionario, a partir de 1960 Celaya quedó comunicada por múltiples carreteras y modernas autopistas, aeropuertos y ferrocarriles para distribuir su pleno auge agrícola, industrial, comercial y ganadero, según el llamado Plan Guanajuato. Este crecimiento, aunado a lo próspero de la región, le ha valido la designación de ser conocida como la "Puerta de oro del Bajío".
Con ello, la difusión comercial de Celaya se extendió a todo el país; incluso se comenzó a hacer famosa por un postre tradicional de consumo familiar y cuyos nombres parecen indisolubles: la cajeta de Celaya. Dicha golosina es elaborada con leche de cabra espesada al hervir con azúcar morena, con mezcla de frutas (pasas, nueces, piñones) y el cual era envasado en cajillas de madera, de donde proviene su nombre. En septiembre del año 2010, la cajeta fue declarada "El postre del Bicentenario Mexicano", haciendo honor a su historia, tradición y origen.
Al ubicarse en el corredor industrial del Bajío Celaya se ha introducido completamente en la industrialización dejando sus artesanías a un proceso industrial e instalándose en su territorio fábricas de línea blanca, acumuladores, galletas, cajeta y empacadoras comerciales y de alimentos; sin dejar de ser uno de los bastiones agrícola y ganadero más importantes del estado.
En 2012 comienza la construcción de la planta armadora de autos Honda, que había iniciado dando empleo directo a 3500 personas, dando auge a la construcción de una serie de parques industriales en la zona metropolitana de Celaya (en 2010 el INEGI la nombró Área metropolitana junto con Apaseo el Grande y Villagrán).

## Geografía

Ubicación de Celaya en el estado de Guanajuato.

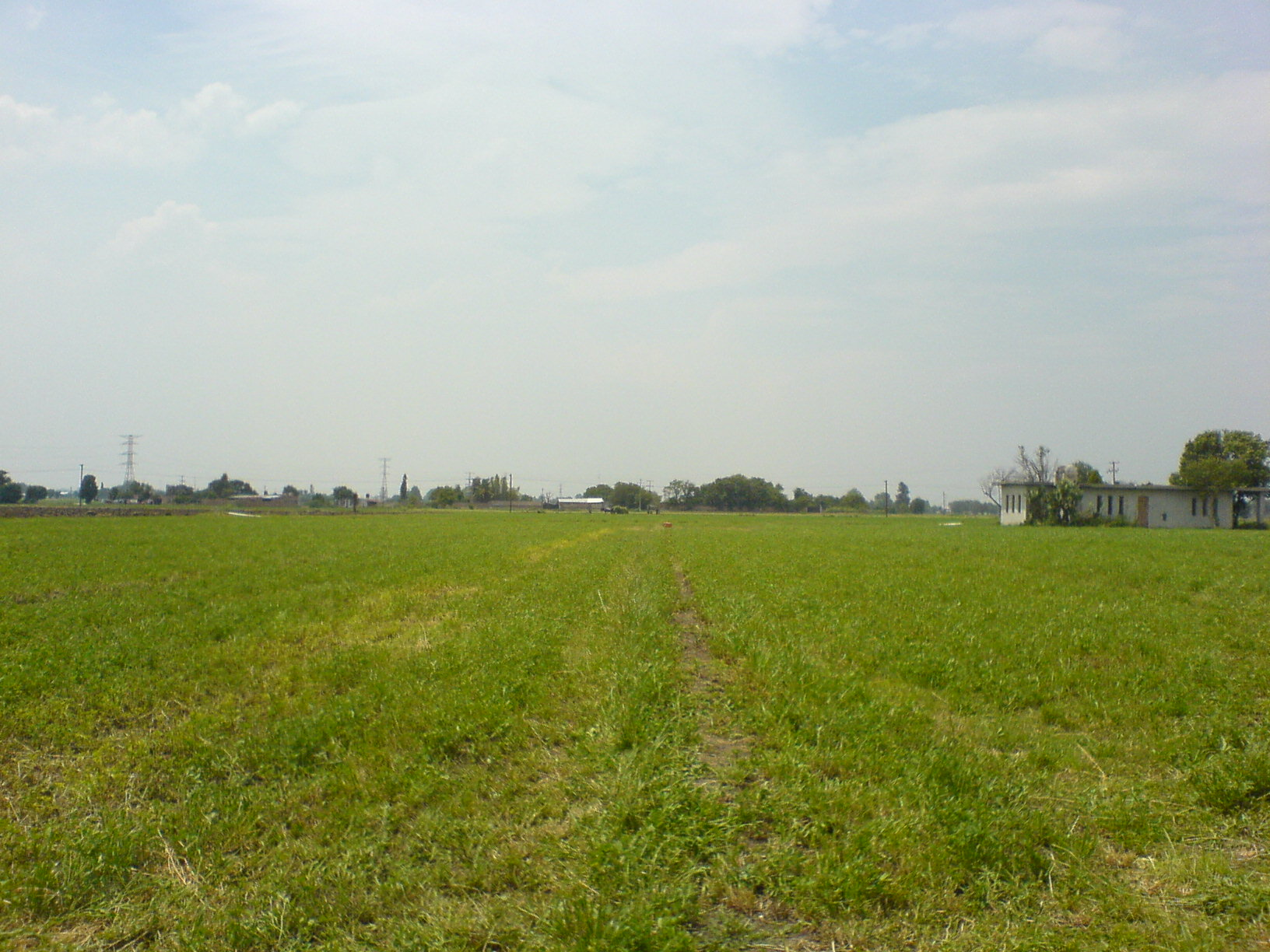
El Bajío mexicano en Celaya.

### Localización
El municipio está situado a los 100° 48′ 55″ de longitud oeste del meridiano de Greenwich y a los 20°31′40″ de latitud norte. Su altitud promedio sobre el nivel del mar es de 1750 metros. Cuenta con una extensión de 553.23 kilómetros cuadrados clasificada generalmente como pradera semiesteparia. Su extensión comprende un equivalente al 1.8% de la superficie estatal.
Celaya colinda al norte con el municipio de Comonfort; al este con el municipio de Apaseo el Grande; al sudeste con el municipio de Apaseo el Alto; al sur con el municipio de Tarimoro; al suroeste con el municipio de Cortazar; al oeste con el municipio de Villagrán y al noreste con el municipio de Santa Cruz de Juventino Rosas, todos dentro del mismo estado de Guanajuato.

### Orografía
El territorio comprende la planicie dentro de la región del Bajío guanajuatense, está limitado al norte, por estribaciones de la Sierra de las Gallinas (conocida localmente como Sierra de Comonfort); al noroeste, por el Cerro de Jocoque (o Xocoqui); al sureste, por las montañas de Apaseo el Alto y por el Cerro Pelón; y al suroeste, por el sistema montañoso de la Gavia. Todos los anteriores con alturas promedio sobre el nivel del mar de 2000 metros.

### Hidrografía
El municipio es recorrido por el río Laja, un afluente del río Lerma, que es alimentado por el río Querétaro, prácticamente todo el territorio del municipio de Celaya pertenece a la Cuenca del río Laja, con excepción de un pequeño sector del extremo sur que pertenece a la Cuenca río Lerma - Salamanca, ambas de la Región hidrológica Lerma-Santiago.
La principal corriente hidrológica del municipio es el río Laja, el cual nace en el municipio de San Felipe, recorre Dolores Hidalgo y San Miguel de Allende, penetra a través de Comonfort por el norte del municipio de Celaya y fluye por el oriente de la ciudad, cruzándola longitudinalmente de norte a sur; de ahí gira al poniente para desembocar en el río Lerma.
En el área de Celaya se explotan dos acuíferos, uno inferior termal con temperatura del orden de los 40 °C, formado por depósitos volcánicos tobáceos tipo rioeolítico. El acuífero superior es frío y está formado por un paquete de sedimentos lacustres estratificados y por derrames de rocas volcánicas basálticas. En la mayor parte del área, ambos acuíferos actúan conjuntamente por carecer de un confinante que los separe.

### Clima
El clima se define como mayormente semiseco/semicálido (BS1h), presenta lluvias en verano con una precipitación media anual de 603.3 mm y no tiene una estación invernal definida. La temperatura media estimada es de 25.0 °C, con una mínima de 1 °C y una máxima de 36.4 °C.
| Parámetros climáticos promedio de Celaya | Parámetros climáticos promedio de Celaya | Parámetros climáticos promedio de Celaya | Parámetros climáticos promedio de Celaya | Parámetros climáticos promedio de Celaya | Parámetros climáticos promedio de Celaya | Parámetros climáticos promedio de Celaya | Parámetros climáticos promedio de Celaya | Parámetros climáticos promedio de Celaya | Parámetros climáticos promedio de Celaya | Parámetros climáticos promedio de Celaya | Parámetros climáticos promedio de Celaya | Parámetros climáticos promedio de Celaya | Parámetros climáticos promedio de Celaya |
| Mes                                      | Ene.                                     | Feb.                                     | Mar.                                     | Abr.                                     | May.                                     | Jun.                                     | Jul.                                     | Ago.                                     | Sep.                                     | Oct.                                     | Nov.                                     | Dic.                                     | Anual                                    |
| ---------------------------------------- | ---------------------------------------- | ---------------------------------------- | ---------------------------------------- | ---------------------------------------- | ---------------------------------------- | ---------------------------------------- | ---------------------------------------- | ---------------------------------------- | ---------------------------------------- | ---------------------------------------- | ---------------------------------------- | ---------------------------------------- | ---------------------------------------- |
| Temp. máx. abs. (°C)                     | 36.0                                     | 34.5                                     | 39.0                                     | 39.0                                     | 38.5                                     | 38.0                                     | 38.9                                     | 35.5                                     | 33.0                                     | 34.5                                     | 35.0                                     | 34.0                                     | 39.0                                     |
| Temp. máx. media (°C)                    | 24.0                                     | 25.5                                     | 28.2                                     | 30.2                                     | 31.0                                     | 29.3                                     | 27.3                                     | 27.4                                     | 26.9                                     | 26.4                                     | 25.8                                     | 24.3                                     | 27.2                                     |
| Temp. media (°C)                         | 14.8                                     | 16.1                                     | 18.5                                     | 20.9                                     | 22.4                                     | 22.1                                     | 20.7                                     | 20.6                                     | 20.2                                     | 18.8                                     | 17.1                                     | 15.5                                     | 19.0                                     |
| Temp. mín. media (°C)                    | 5.6                                      | 6.7                                      | 8.8                                      | 11.6                                     | 13.7                                     | 14.9                                     | 14.2                                     | 13.9                                     | 13.6                                     | 11.2                                     | 8.4                                      | 6.7                                      | 10.8                                     |
| Temp. mín. abs. (°C)                     | -3.5                                     | -5.0                                     | -3.0                                     | 1.0                                      | 2.0                                      | 6.0                                      | 2.5                                      | 6.5                                      | 3.0                                      | 1.0                                      | -5.0                                     | -4.5                                     | −5.0                                     |
| Lluvias (mm)                             | 13.9                                     | 7.4                                      | 7.1                                      | 13.3                                     | 30.5                                     | 103.1                                    | 142.2                                    | 133.1                                    | 101.6                                    | 44.2                                     | 13.4                                     | 7.5                                      | 617.3                                    |
| Días de lluvias (≥ 0.01 mm)              | 2.4                                      | 1.4                                      | 1.6                                      | 2.4                                      | 5.6                                      | 11.3                                     | 14.4                                     | 13.3                                     | 10.7                                     | 5.5                                      | 2.1                                      | 1.8                                      | 72.5                                     |
| Fuente: SMN                              |                                          |                                          |                                          |                                          |                                          |                                          |                                          |                                          |                                          |                                          |                                          |                                          |                                          |

### Ecosistemas

#### Flora
El municipio se encuentra ubicado en el reino Neotropical en la región Xerofítica mexicana y en las provincias denominadas como Mesa Central y Eje Neovolcánico.

#### Fauna
México es un país que se distingue también por poseer una elevada proporción de especies exclusivamente dentro de su territorio (especies endémicas); más del 17% de especies de vertebrados son endémicas; la herpetofauna se distingue con el 60% de los anfibios y el 52% de los reptiles. El estado de Guanajuato ocupa el 28º lugar en cuanto a riqueza de vertebrados endémicos mesoamericanos y el 25º lugar con respecto a endémicos estatales. En cuanto a los mamíferos se tiene el 51.6%, 38.46% de reptiles, el 25% de anfibios, 19.18 de artrópodos y 22% de peces. Para tener un mejor entendimiento de la fauna de la región se dividió en las siguientes categorías: Fauna doméstica, Fauna nociva, Fauna silvestre original Fauna silvestre que se ha adaptado a las condiciones humanas y subsisten a pesar de los cambios en su hábitat natural, tal es el caso de aves (gorriones, palomas), mamíferos (se han visualizado ardillas y topos en algunas regiones de la ciudad) y algunos reptiles (lagartijas), pero poniendo mayor énfasis en la fauna silvestre, por ser esta la de mayor valor ecológico.

### Falla geológica
La geología estructural esta caracterizada básicamente por la existencia de lineamientos correspondientes a dos tendencias principales: la primera de dirección SW-NE, que afectó a las rocas andesíticas y basálticas del Mioceno, y que además dio origen a la depresión central; esta depresión limita al poniente con el Lago de Chapala y al oriente con el sistema de fallas NNW-SSE de Querétaro, conocido en la literatura geológica como lineamiento Taxco-San Miguel de Allende. Este lineamiento (SW-NE), quedó mejor expuesto en las rocas de los cerros Picacho, San Pedro, norte de Neutla y Juventino Rosas.
Por otra parte, al sur de la Depresión Central, este sistema de fallas fue aprovechado por el ascenso de los magmas basálticos del Plioceno - Cuaternario, lo que dio por resultado el alineamiento de los centros volcánicos en esa dirección. Ejemplo de ello son los alineamientos de los volcanes Culiacán - La Gavia y los pequeños conos alineados en esa dirección, al sur de Apaseo el Alto.
El segundo sistema estructural en importancia es el ya definido como NNW-SSE, es decir casi norte-sur, de Querétaro. Este sistema se manifiesta a través de dos largas fallas, que como ya se dijo, delimitan la depresión central en su borde oriental. Un reflejo de estos sistemas se manifiesta él las rocas riolíticas e ignimbríticas más antiguas, pero la única mayor, de tendencia Este-Oeste, es la que se infiere al oriente , aparentemente sin actividad tectónica reciente. Un caso particular ya reportado, indica que por la desmedida extracción de agua se ha propiciado la formación de fallas geológicas, debido al descenso del nivel piezométrico y a la consecuente compactación del terreno, lo cual originó hundimientos diferenciales en la ciudad de Celaya.
Estas fallas se han estado presentando desde hace 30 años, pero desde los años 1980 a la fecha la velocidad registrada ha sido de 15 cm/año.
El extremo norte de esta falla se puede detectar con facilidad en la carretera a San Miguel de Allende, unos metros al sur del cruce con la autopista Querétaro-Irapuato donde es sensible el salto que dan los vehículos al pasarla.
Hacia el sur, la falla causa daños al pasar a través del Convento de San Francisco, a unos metros de Catedral y de la Bola de Agua. Más adelante a la Central de Abastos, a la Carretera Panamericana y al Gasoducto de Pemex y sigue por unos 1500 metros, cortando terrenos baldíos, campos de cultivos y caños de aguas negras.
El extremo norte de esta falla se observa actualmente en el área del Centro de Investigaciones Agrícolas del Bajío (CIAB), siguiendo su prolongación hacia el sur.
Al sur de este último punto de los efectos van disminuyendo hasta casi desaparecer entre el Boulevard López Mateos y la carretera Panamericana, donde pasa a unos 300 metros, al poniente de la termoeléctrica de CFE. Esta falla tiene realmente poca importancia por lo que se refiere a daños y se describe solo como referencia. 
Se localiza en la porción nororiental de la ciudad en la colonia del mismo nombre, tiene una longitud de 500 m, quedando la mayor parte de ellos sobre terrenos baldíos, donde se presenta como una serie de sumideros alineados. Sus características de dirección y ubicación del bloque caído son semejantes a los anteriores siendo el salto de unos 15 cm.
En base al análisis de numerosos cortes litológicos de pozos, se ha podido determinar que la Ciudad de Celaya se encuentra en el borde suroccidental de una fosa tectónica de la forma alargada en dirección norte-sur que tiene una longitud de 20 kilómetros, un ancho medio de 6 kilómetros, y una profundidad no menor de 242 metros.
El fallamiento se atribuye en Celaya, a procesos tectónicos, actualmente, con base en la recopilación referente principalmente a cortes litológicos y datos hidrológicos de pozos perforados en el área, se considera que el fallamiento se debe al abatimiento del acuífero, combinando con la forma y profundidad del basamento rocoso, sepultando bajo los materiales granulados que rellenan el valle y la fosa de Celaya. La explotación intensiva de aguas subterráneas en el área de Celaya, se inició en la década de 1950 iniciándose desde entonces el abatimiento gradual del acuífero.
La subsidencia del terreno comenzó al mismo tiempo que el abatimiento del acuífero pero sus efectos fueron pocos sensibles debido a que el hundimiento fue lento y uniforme en toda el área. A partir de 1968, la recarga del acuífero disminuyó notablemente al quedar terminada la presa Ignacio Allende, sobre el río Laja, desapareciendo prácticamente las grandes avenidas y los desbordamientos tan importantes para la alimentación del acuífero. Los años 1981 y 1982 han sido los de menor precipitación en las zonas en los últimos años, por lo que la recarga al acuífero fue extremadamente reducida. 
En este tiempo, en vista de la escasez de agua superficial en la zona, para cubrir las necesidades agrícolas se presentó un incremento considerable, la explotación de agua subterránea mediante la perforación de nuevos pozos y equipamiento de los existentes, acelerándose el abatimiento de niveles y con ello el ritmo de hundimiento. Los niveles dinámicos de los pozos del área llegaron a profundidades del orden de los 60 metros alcanzando y en ocasiones rebasando, la cima del basamento rocoso.
En la porción occidental de la ciudad de Celaya, sobre el borde de la fosa, donde el espesor de materiales granulares es reducido, al alcanzar el nivel del abatimiento del acuífero la cima del basamento rocoso, el terreno dejó de compactarse. En la porción oriental, de la ciudad de Celaya, en la zona de la fosa, el espesor de sedimentos granulares es mucho mayor, por lo que al avanzar el abatimiento del acuífero, la compactación ha continuado, provocando el fallamiento en el borde.

### Estructura urbana y de código postal
Al igual que muchas ciudades de la colonia en Hispanoamérica, la estructura urbana de Celaya fue creada con base en el tablero de ajedrez. El 5 de octubre de 1968, en la administración de Roberto Suárez Nieto, se creó el Reglamento para el Funcionamiento Permanente del Comité Pro-Nomenclatura del Municipio de Celaya, Guanajuato que fue aprobado por el Ayuntamiento. En grandes rasgos, el documento señala la organización de la ciudad:
1. La ciudad quedaría divida en cuatro zonas postales, para la fácil ubicación de una determinada calle.
2. Se toma al Boulevard Adolfo López Mateos como eje horizontal en sus lados este y oeste; y a las calles Ignacio Allende y Álvaro Obregón como eje vertical en sus lados norte y sur; los cuales definirían las zonas postales, asignadas en el sentido de las manecillas del reloj:
3. La Zona Postal 1 se definiría en el cuadrante formado por el oriente del Boulevard y los lados norte de Allende y Obregón. En la actualidad, se dispone un negocio de empeño (formado en la quinta parte del Ex-Convento de San Agustín);
4. La Zona Postal 2 se definiría en el cuadrante formado por el oriente del Boulevard y el lado sur de Allende. En la actualidad, reside un edificio grande con una farmacia en planta baja;
5. La Zona Postal 3 se definiría en el cuadrante formado por el poniente del Boulevard y el lado sur de Allende. En la actualidad, reside un local abandonado; y
6. La Zona Postal 4 se definiría en el cuadrante formado por el poniente del Boulevard y los lados norte de Allende y Obregón. En la actualidad, opera una tienda de vestidos para novias.

Después de estas asignaciones, el sistema de Correos de México le asignó a la ciudad de Celaya el código postal asignado al rango entre el 38000 y el 38159.

## Demografía
La ciudad de Celaya cuenta según datos del XIV Censo General de Población y Vivienda del Instituto Nacional de Estadística y Geografía (INEGI) con un total de 378 143 habitantes, 183 294 hombres y 194 849 mujeres. Es por su población la 3.ª ciudad más poblada de Guanajuato y la 46.ª ciudad más poblada de México.

### Población de Celaya 1900-2020
| Gráfica de evolución demográfica de Celaya entre 1900 y 2020                                                |
| |
| Población de los censos y conteos del Instituto Nacional de Estadística y Geografía (INEGI) de 1900 a 2020. |

## Gobierno

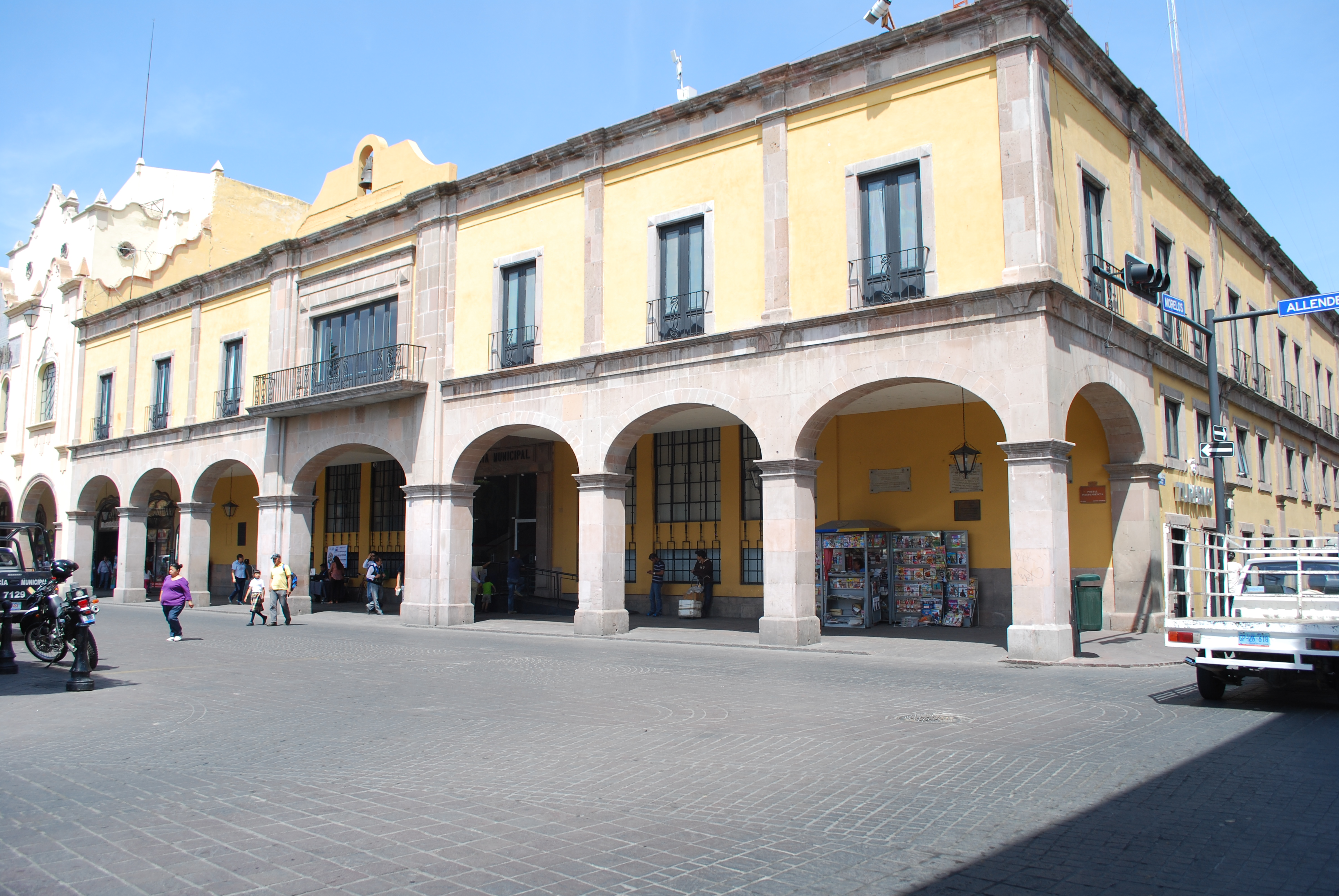
Palacio del Ayuntamiento.

### Antecedentes
En las primeras décadas del Virreinato de la Nueva España la fundación de Ayuntamientos constituyó la base de la organización territorial de las nuevas tierras exploradas (y en consecuencia conquistadas). La figura de estos otorgaba plenos poderes a los fundadores para la administración pública y económica del lugar. En el caso de Celaya, luego de la solicitud de un grupo de ganaderos vascos para la fundación de una villa, se nombró como alcalde Mayor (aunque de carácter transitorio) a Pedro de Villegaz; siendo este el responsable de organizar al grupo de familias que, una vez aprobada la solicitud de fundación, serían quienes elegirían al primer ayuntamiento. Este quedó establecido el 1 de enero de 1571 con Domingo Silva y Juan Freyre como primeros alcaldes electos de la historia.
El primer ayuntamiento, tal como lo establecían las normas desde la época de Hernán Cortés, lo integraron los dos alcaldes, cuatro regidores, un procurador y un escribano; los alcaldes tendrían jurisdicción criminal y civil. Esto cambió a partir de 1573 con el edicto real de Felipe II; en él se determinó, para las villas (como lo era Celaya), la nueva integración con un solo alcalde, cuatro regidores, un alguacil, un escribano del concejo y otro público, y un mayordomo. A pesar de poseer amplias facultades autónomas para los asuntos más locales, los ayuntamientos tenían supeditadas sus decisiones políticas a la de autoridades de ciudades más grandes, desde luego del virrey y en consecuencia de la Corona. Las reformas de Carlos III dotaron al recién creado cargo de Intendente de toda la autoridad sobre ayuntamientos; con ello se redujo a solo un alcalde, dos regidores y un procurador; se perdió toda autonomía hacendaría y se reconocía al intendente como máxima autoridad del propio cabildo.
La constitución de Cádiz de 1812 que rigió en plena Guerra de Independencia, estableció como novedades la denominación de sindico para el procurador, la elección democrática de los miembros del ayuntamiento, el periodo limitado de un año para el alcalde, la exigibilidad de ser originario o residencia de al menos cinco años para quien aspirara al cargo de alcalde. Sin embargo se sostuvo a los Jefes políticos (sucesores de los intendentes) como instancia máxima de decisión en asuntos de la administración.
Los sucesivos regímenes constitucionales del México independiente no modificaron sustancialmente la conformación y responsabilidades de los ayuntamientos; pero si su grado de autonomía. El estatuto provisional del Imperio conservó la organización dictada por la constitución de Cádiz; la constitución de 1824 dotó de autonomía a los estados para decidir su división interna, por lo que no menciona la figura de ayuntamiento (aunque en Guanajuato y la mayor parte del país se conservó); las constituciones de las repúblicas centralistas y el estatuto del Segundo Imperio crearon figuras políticas intermedias (entre alcaldes y Jefes de Departamento) que restaron poder e influencia al ayuntamiento, pues depositaban en ellos la última decisión de cualquier acto, entre las figuras creadas estuvieron los prefectos, jefes políticos de distrito e incluso los diputados correspondientes a cada demarcación. La constitución de 1857 recuperó la figura de alcalde, hasta que en 1881 las reformas porfiristas la desaparecieron, sustituyéndola por el Jefe Político, quien tenía facultad para integrar juntas municipales (sustitutas a la vez, de los ayuntamientos).

### Actualidad
La Constitución de 1917 estableció en su artículo 115 la denominación oficial de municipio libre para las unidades geográficas en que se dividirían los estados, por lo cual la figura de jefe político fue remplazada por la de presidente municipal. Dicho artículo es el que describe las facultades y responsabilidades de los municipios, confiriéndole especialmente la administración de los servicios públicos más básicos (seguridad pública, agua potable, drenaje, alumbrado, panteones, mercados, parques, obra pública menor, servicios de limpia, uso de suelo, desarrollo urbano y/o comunitario, transporte público, etc.), la acción legislativa de los ayuntamientos para ese fin, el cobro de impuestos a dichos servicios y cualquier otra facultad que le otorgue la constitución estatal, la ley orgánica del municipio y el bando de buen gobierno local. En tanto que los artículos del 106 al 121 de la Constitución del Estado de Guanajuato, respaldan y especifican dichas prerrogativas.
La ley orgánica municipal para el estado de Guanajuato específica la estructura y organización política para cada municipio de acuerdo a ciertas disposiciones. En el caso de Celaya se dispone como integración del Ayuntamiento:
- Un Presidente Municipal electo por voto popular y directo para un periodo de tres años, con opción a una reelección para el periodo inmediato, siempre y cuando sea bajo la misma coalición o partido que lo postulo originalmente. Para asesorarlo contará con nueve dependencias municipales que fungirán como un gabinete.
- Dos Síndicos electos en la fórmula del candidato ganador de la presidencia municipal.
- Doce Regidores; siete electos por mayoría relativa, y cinco por el principio de representación proporcional.

### Integración actual del Ayuntamiento
| Cargo                | Nombre                           | Área                                                               | Partido |
| -------------------- | -------------------------------- | ------------------------------------------------------------------ | ------- |
| Presidente Municipal | Juan Miguel Ramírez Sánchez      |                                                                    | Morena  |
| Síndico              | Gloria Lucina Baldera González   | Comisión de Hacienda, Patrimonio y Cuenta Pública                  | Morena  |
| Síndico              | Francisco Javier Torres Álvarez  | Comisión de Obras Públicas y Servicios Municipale                  | Morena  |
| Regidor              | Liliana Cristina Celedón Serrano | Comisión de seguridad, transporte, tránsito y protección civil     | Morena  |
| Regidor              | Adrián Guerrero Caracheo         | Comisión de desarrollo urbano y ordenamiento ecológico territorial | Morena  |
| Regidor              | Selene Naylea Valencia Hernández | Comisión de contraloría                                            | Morena  |
| Regidor              | Miguel Villanueva Floresvillar   | Comisión de obras públicas y servicios públicos municipales        | Morena  |
| Regidor              | Ana Laura Benítez Rivera         | Comisión de Gobierno, Reglamentos y Justicia Municipal             | Morena  |
| Regidor              | Andrés Espinosa Carmona          | Comisión de equidad de género                                      | Morena  |
| Regidor              | Ma. Isabel Herrejón Arredondo    | Comisión de hacienda                                               | PAN     |
| Regidor              | Carlos Alberto Ruiz León         | Comisión de cultura, recreación, deporte y atención a la juventud  | PAN     |
| Regidor              | Fátima González Reyna            | Comisión de recursos humanos y servicio civil de carrera           | PAN     |
| Regidor              | Raúl Alejandro Cueva Molina      | Comisión de salud y asistencia social                              | PAN     |
| Regidor              | Cristina González Muñoz          | Comisión de educación                                              | PVEM    |
| Regidor              | María del Carmen Ortiz Jamaica   | Comisión de desarrollo rural y fomento agropecuario                | MC      |

### Gobernantes de Celaya (1881-presente)

#### Jefes Políticos
| Jefe Político              | Período de Gobierno |
| -------------------------- | ------------------- |
| Dionisio Catalán           | 1881-1883           |
| José Guadalupe Eguiluz     | 1883                |
| Ramón Dávalos Obregón      | 1883-1884           |
| José Reynoso               | 1884                |
| Juan Tongo                 | 1884-1885           |
| Francisco Ruiz             | 1885-1896           |
| Dionisio Catalán           | 1896                |
| Jesús Morales              | 1896-1904           |
| Perfecto I. Aranda         | 1904-1910           |
| Francisco Paredes          | 1910                |
| Arturo Beascoechea         | 1910-1911           |
| Ciro Valenzuela            | 1911-1912           |
| José E. Aguilar            | 1912-1913           |
| Jesús Oliveros             | 1913                |
| Ernesto García             | 1913                |
| Luciano Torres             | 1913                |
| Leonardo Vallejo           | 1913                |
| Benjamín Bravo             | 1913                |
| Fidel Zúñiga               | 1913-1914           |
| Francisco Ávila            | 1914                |
| Ignacio Velasco            | 1914-1915           |
| Víctor Sánchez             | 1915                |
| Amado Obregón              | 1915                |
| J. Luz Ramírez             | 1915                |
| José Hurtado               | 1915                |
| Enrique Lira               | 1915                |
| Juan de Dios Avellaneda    | 1915                |
| Fulgencio Rivera Sotomayor | 1915-1916           |
| Juan Vázquez               | 1916                |
| David Oryega               | 1916-1917           |

#### Presidentes municipales
| Presidente Municipal             | Período de Gobierno      | Partido Político |     |
| -------------------------------- | ------------------------ | ---------------- | --- |
| Juan Vázquez                     | 1917                     |                  |     |
| José María Jiménez               | 1918                     |                  |     |
| Juan Jiménez                     | 1919                     |                  |     |
| Francisco Aguilera               | 1919                     |                  |     |
| J. Luz Ramírez                   | 1920                     |                  |     |
| Alberto Pallares                 | 1920                     |                  |     |
| Luis Gil                         | 1920                     |                  |     |
| Juan Sepúlveda                   | 1921                     |                  |     |
| José Mendoza Oliveros            | 1922                     |                  |     |
| Enrique Campacós                 | 1923                     |                  |     |
| Rafael R. Arroyo                 | 1924                     |                  |     |
| Antonio R. Rico                  | 1925-1926                |                  |     |
| J. Jesús Yáñez Maya              | 1927                     |                  |     |
| Enrique Tamayo Guerrero          | 1928                     |                  |     |
| Ignacio Vélez Mora               | 1929-1930                |                  |     |
| Ernesto Gallardo Sánchez         | 1931-1932                | PRI              |     |
| Gustavo Anaya                    | 1932                     | PRI              |     |
| Alfredo Ortega Manríquez         | 1932                     | PRI              |     |
| Juan Yépez Márquez               | 1933-1934                | PRI              |     |
| Raymundo Flores Ruelas           | 1935                     | PRI              |     |
| Rafael Arroyo                    | 1936                     | PRI              |     |
| Salvador Estrada Rico            | 1936                     | PRI              |     |
| Daniel Mosqueda Enríquez         | 1937                     | PRI              |     |
| Alfonso A. Parra                 | 1938                     | PRI              |     |
| Leopoldo Jiménez                 | 1939                     | PRI              |     |
| Juan Gutiérrez V.                | 1939                     | PRI              |     |
| Rafael R. Arroyo                 | 1940-1941                | PRI              |     |
| J. Jesús Ortiz Balderas          | 1942-1943                | PRI              |     |
| Salvador Montes Redondo          | 1944-1945                | PRI              |     |
| Antonio Chaurand Concha          | 1946-1947                | PRI              |     |
| José Mendoza Oliveros            | 1948-1949                | PRI              |     |
| Octavio Lizardi                  | 1950-1951                | PRI              |     |
| José Chaurand Concha             | 1952-1954                | PRI              |     |
| Gustavo Cárdenas Noriega         | 1955-1957                | PRI              |     |
| Jesús Gómez de la Cortina        | 1958-1960                | PRI              |     |
| Antonio Chaurand Yepes           | 1961-1963                | PRI              |     |
| Javier Guerrero Rico             | 1964-1966                | PRI              |     |
| Roberto Suárez Nieto             | 1967-1969                | PRI              |     |
| Ernesto Balderas Lomelin         | 1970-1972                | PRI              |     |
| Antonio Ramírez Delgado          | 1973                     | PRI              |     |
| René López Duthoy                | 1973                     | PRI              |     |
| Arturo Nieto Lambarri            | 1974-1976                | PRI              |     |
| Manuel Orozco Irigoyen           | 1977-1979                | PRI              |     |
| Salvador Almeida Álvarez         | 1979                     | PRI              |     |
| Mauricio Clark Ovadía            | 1980                     | PRI              |     |
| Héctor Manuel Maldonado          | 1981-1982                | PRI              |     |
| Salvador Guerra Jiménez          | 1983-1985                | PRI              |     |
| Jorge Chaurand Arzate            | 1986-1989                | PRI              |     |
| Francisco Javier Mendoza Márquez | 1989-1991 (1.er mandato) | PRI              |     |
| Carlos Aranda Portal             | 1992-1994                | PAN              |     |
| Leopoldo Almanza Mosqueda        | 1995-1998                | PRI              |     |
| Ricardo Suárez Inda              | 1998-2000                | PAN              | PAN |
| José Manuel Mendoza Márquez      | 2000-2003                | PAN              | PAN |
| José Rivera Carranza             | 2003-2006                | PAN              | PAN |
| Gerardo Hernández Gutiérrez      | 2006-2009                | PAN              | PAN |
| Rubí Laura López Silva           | 2009-2012                | PAN              | PAN |
| Ismael Pérez Ordaz               | 2012-2015                | PAN PANAL        |     |
| Ramón Lemus Muñoz                | 2015-2018                | PAN              | PAN |
| Elvira Paniagua Rodríguez        | 2018-2021                | PAN              | PAN |
| Francisco Javier Mendoza Márquez | 2021-2024 (2.º Mandato)  | PAN              | PAN |
| Juan Miguel Ramírez Sánchez      | 2024-act.                | Morena           |     |

### Representación legislativa estatal y federal
El municipio de Celaya está cubierto por dos distritos federales representados en la Cámara de Diputados, el XII y el XIII correspondientes al estado de Guanajuato. El primero abarca el norte del municipio, incluyendo toda el área urbana, teniendo la cabecera de dicha demarcación ahí mismo; su actual titular en la LXVI legislatura es Magdalena Rosales Cruz de Morena. El segundo distrito abarca todo el sur del municipio, además de la totalidad de los municipios de Cortazar, Jaral del Progreso y Valle de Santiago, donde se ubica su cabecera; el actual titular en la LXVI legislatura es Lucero Higareda Segura, de Morena.
En el Congreso del Estado de Guanajuato el municipio se encuentra representado por los distritos locales XV y XVI. El primero abarca el sur del municipio, incluida la parte suroeste de la zona urbana, y el municipio de Tarimoro, siendo su titular actual en la LXVI legislatura local Antonio Chaurand Sorzano de Morena. En tanto que el segundo comprende el norte del municipio, incluida la mayor parte del área urbana; su actual titular es Martha Edith Moreno Valencia de Morena.

### Representación de los poderes judiciales estatal y federal
En el municipio de Celaya tienen su sede tres juzgados de distrito del Poder Judicial Federal, que corresponden al quinto, sexto y octavo del estado de Guanajuato. En tanto que por parte del Poder Judicial de Guanajuato se encuentran 18 juzgados (cinco civiles, cinco penales, seis menores civiles y dos menores penales).

## Economía

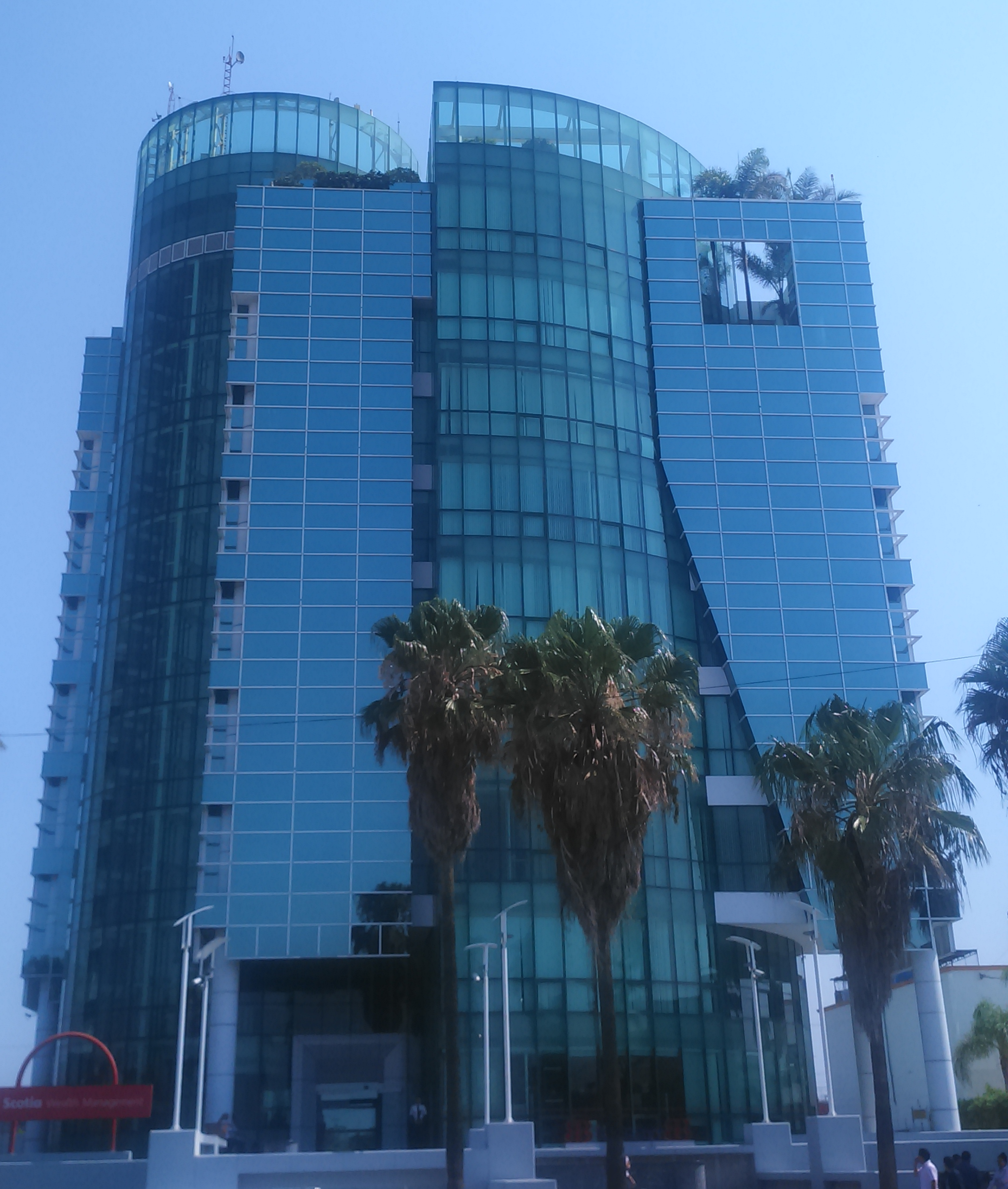
Edificio "Girsa" en la principal avenida de la ciudad, primer edificio autosustentable de Celaya.

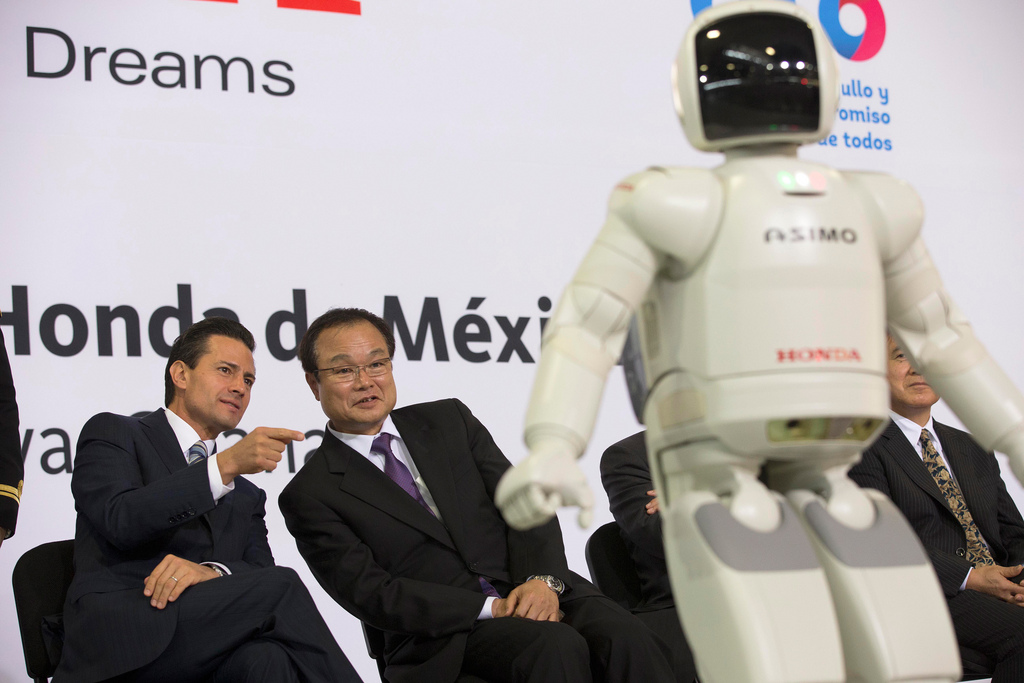
Enrique Peña Nieto y Takanobu Ito. Inauguración de la Planta de Honda de México en Celaya, Guanajuato. 21 de febrero de 2014.

Celaya es conocida como la Puerta de Oro del Bajío gracias al desarrollo económico, en la región Bajío, consecuencia de su ubicación geográfica que la enlaza con las ciudades de Querétaro, Guadalajara y Ciudad de México, y con las que componen el denominado corredor industrial del estado de Guanajuato (León, Salamanca, Irapuato y Silao).
La región ha sido históricamente tierra de paso, ubicada en el cruce de rutas comerciales hacia el norte y occidente del país; destacando ser punto de conexión a los mercados estratégicos para el comercio internacional: Manzanillo, Lázaro Cárdenas, Tampico-Altamira. Contribuyendo con ello, al incremento del turismo de negocios. Históricamente las actividades productivas del sector primario habían sido el motor del desarrollo de la región; Sin embargo, la vocación industrial, comercial y de servicios ha tomado un mayor liderazgo en cuanto a la economía regional, contribuyendo a la diversificación de la misma. Destacando sectores como el automotriz, de alimentos, plásticos y agroalimentario. Celaya es el segundo municipio exportador del Estado.
Su aportación estatal al producto interno bruto (PIB) se sitúa en la tercera posición, después de León e Irapuato, con un monto de tres mil 748 millones de dólares.
Las principales actividades económicas son la industria manufacturera (52.3% del PIB local), el sector servicios (26.09%) y el comercio (16.6%). Las mayores actividades agronómicas se componen del cultivo de maíz, alfalfa y sorgo, y la cría de ganado bovino y caprino.
La principales industrias manufactureras están relacionadas con la fabricación de aparatos eléctricos, generadores de energía, productos farmacéuticos, electrodomésticos, autopartes y envases de cartón.
La composición industrial, sus recursos agrícolas y sus infraestructuras de comunicación han atraído durante los últimos años a industrias del área mecánica, electrodomésticos, acero, química, y procesadora de alimentos.
De acuerdo al índice de Competitividad Urbana, Celaya se ubica en la posición 23 a nivel nacional, en el subíndice de economía estable elaborado por el Instituto Mexicano de la Competitividad (IMCO), por encima de ciudades como León, Toluca, Morelia, Irapuato, Cuernavaca, Pachuca, entre otras. Dicho índice, mide la capacidad para atraer y retener talento e inversiones de las 74 ciudades más importantes del país. Al tiempo que el Banco Mundial la considera como la tercera ciudad mexicana con mejores y más rápidas condiciones para la apertura de negocios.

### Desarrollo humano
De acuerdo al CONAPO (Consejo Nacional para la Población), Celaya presenta un grado de marginación “muy bajo”, ubicándose como el municipio 82 menos marginados entre los 165 con más de cien mil habitantes a nivel nacional. Su Índice de desarrollo humano se ubica en 0.865, clasificado como Muy alto (el segundo a nivel estatal). Destaca en varios de los parámetros que acumula dicha medición, al ser el primero en ingreso per cápita (USD 8,657 por persona), el segundo en educación (0.704), el primero en escolaridad promedio (12.5 años), y en general el segundo IDH más alto del estado.

### Empresas instaladas
| - Honda (plantas autos y motores). - NKP. - COPLAINSA. - 2M ELECTRIC. - Yachiyo. - Mabe. - Grupo Cuadritos. - Avon Cosmetics. - Automotion & Control | - Coca-Cola (FEMSA) - PepsiCo (GEPP) - Whirlpool. - FertiLab. - Corporativo Bachoco. - Papel, Cartón y Derivados. - Arbomex. - Gentherm Inc. | - Sigma Alimentos - Galletera Gamesa. - CIE Automotive Celaya. - Kolbenshmidt. - Perforaciones Bonanza SA de CV - Hutchinson. - Autotransporte de Carga Tresguerras. | - Salchichonería Gunter. - Golden Foods. - Expor San Antonio. - RC Tools & Packagin - GKN Driveline México - De Acero - Villacero | - PEMSA. - Johnson Controls. - CPRMEX - Capistrano. - POSCO MPPC - Laboratorios Senosiain, S.A. - La Cabaña Química Avanzada - Azupiso S.A. de C.V. | - La Favorita del Bajío, S.A. - Metalfrio Solutions - Grupo Marsan (iTech) - Pistones Moresa. - Janesville de México S.A. - CFE - Hoteles City - Pistones Moresa - Monsanto - FERTILIZA |

### Firmas de contaduría y consultoría
- Baker Tilly México.
- PKF.
- Schneider

### Mercados de abasto social
- Mercado Hidalgo.
- Mercado Morelos.
- Mercado Insurgentes "Cañitos".
- Mercado de Abastos de la Central.
- Mercado de Abastos del Sur.
- mercado de Abastos del Oriente.
- Mercado El Dorado.
- Mercado 12 de Octubre
- Mercado 5 de Febrero.

## Infraestructura en Celaya

### Transportes en Celaya

#### Aeropuerto de Celaya
El Aeropuerto Nacional Capitán Rogelio Castillo o Aeropuerto de Celaya (código IATA: CYW, código OACI: MMCY), es un aeropuerto localizado en Celaya, Guanajuato, México. Es la empresa responsable del manejo en el tráfico aéreo de la ciudad de Celaya y la zona del Bajío principalmente, sin dejar de recibir vuelos nacionales de aviación general, se localiza a 15 minutos del centro de la ciudad. Es operado por el "Aeropuerto de Celaya A.C'», una Asociación privada con una concesión autorizada por parte del municipio de la ciudad para realizar los trabajos pertinentes. Su pista de aterrizaje mide 2000 metros de largo y 50 metros de ancho.

#### Carreteras en Celaya
Dada la ubicación de Celaya, es puente de acceso a ciudades de Guanajuato y se conecta con otras ciudades gracias a la buena infraestructura que posee. En este sentido la ciudad se puede conectar con:
- Salamanca/Irapuato/León de Los Aldama: Con 2 importantes vías: la autopista Querétaro-Irapuato; o la Carretera Libre que ha sido modernizada y ampliada a 4 carriles (2 para cada sentido), la cual conecta también con Cortazar y Villagrán, así como comunidades adjuntas a la ruta.
- Ciudad de Querétaro: por la autopista Quéretaro-Irapuato; o por una carretera libre recientemente ampliada a 4 carriles que también conecta a Apaseo el Grande y Apaseo el Alto.
- Guanajuato Capital/Juventino Rosas: Carretera sencilla de dos carriles para cada sentido. Conecta con comunidades de Celaya, Juventino Rosas y Guanajuato Capital.
- Comonfort/San Miguel de Allende/Dolores Hidalgo: Por la carretera libre Celaya-San Miguel Allende, la cual se amplía a 4 carriles (2 para cada sentido); la cual también comunica a las localidades de estos municipios.
- Salvatierra/Tarimoro/Acámbaro: Para estos destinos, se cuenta con la carretera libre de cuota contando con 4 carriles disminuyendo considerablemente el tiempo de recorrido en estos trayectos.
- Libramiento Celaya: Es una autopista de cuota, la cual conecta la carretera norte (Comonfort/San Miguel de Allende/Dolores Hidalgo) con la carretera Querétaro-Irapuato y la carretera del sur (Salvatierra/Tarimoro/Acámbaro) con una ruta en el sentido de las manecillas del reloj. Se habilitó un acceso para la entrada a la planta armadora de Honda, en tanto se planea y se obtiene recurso para el Acceso Secundario a Honda, por parte del gobierno municipal.[64]

### Medios de comunicación de Celaya
En la ciudad, circulan varios periódicos de circulación regional. Entre ellos, se dispone el periódico am y el periódico Al Día, ambos del Grupo Reforma; El Sol del Bajío, de Organización Editorial Mexicana; además de algunos periódicos nacionales, internacionales y de distribución local (como el periódico “Redes”, de la diócesis de Celaya). Dentro de las estaciones de televisión en la ciudad de Celaya, se encuentra el Canal VIA, el cual transmite a los espectadores de programas de contenido variado, desde noticieros que tocan información nacional como de ámbito local, programas musicales y otros, únicamente sintonizable en televisión por cable. Cuenta además con el histórico XHCEP-TV Canal 11 de Celaya, permisionado del gobierno federal, el cual es un canal donde se tratan temas del dominio del público que vive en Celaya y la región, con programación de corte cultural, pues no transmite anuncios comerciales y que fue el primer espacio televisivo en la ciudad. Dada su cantidad de habitantes, Celaya recibe televisión de cable de Cablecom desde 1993, bajo el antiguo nombre de Televicable del Centro. SKY México llega a la ciudad en el 2004, tras expropiarse a DirecTV. En el año 2010, Dish México a través de Telmex llega a la ciudad. En términos de telefonía celular, se recibe cobertura de las cinco compañías en el ámbito: Telcel, Iusacell, Nextel, Movistar y Unefón; con sus respectivos Centros de Atención al Usuario. La empresa de televisión por cable de fibra óptica Totalplay llega a la ciudad el 12 de noviembre de 2014, a cuatro años de su fundación. El 5 de marzo de 2018, tras la adquisición de Bestel, Cablecom evolucionó a la empresa seminacional Izzi.

#### Radio en Celaya
La ciudad cuenta con una variedad importante de emisoras de radio, tanto en la amplitud modulada como en la frecuencia modulada.
| Frecuencia (AM) kHz | Frecuencia (FM) MHz | Estación AM | Estación FM | Potencia kW  | Nombre                      | Ubicación del transmisor                               | Grupo Radiofónico / Dependencia                          | Razón social                                                                            |
| 920                 | 88.1                | XERE-AM     | XHRE-FM     | 5.0d / 1.0n  | Radio Lobo Bajío            |                                                        |                                                          | Radio XHRE, S. DE R.L. DE C.V.                                                          |
| 840                 | 89.1                | XEFG-AM     | XHEFG-FM    | 5.0d / 0.5n  | La Mejor                    | Bulevar Adolfo López Mateos #1117 Ote.                 | TVR Comunicaciones/MVS Radio                             | Señal 84, S.A. De C.V.                                                                  |
| 1210                | 89.9                | XEITC-AM    | XHITC-FM    | 1.0d / 1.0n  | Radio Tecnológico de Celaya | Av. Irrigación, Campus I                               | Instituto Tecnológico de Celaya                          | Patronato Pro-Estación Radiodifusora Del Instituto Tecnológico Regional de Celaya, A.C. |
| N/D                 | 96.7                | XHY-AM      | XHY-FM      | 1.0d / 0.25n | Stereo Cristal              | Privada Venustiano Carranza 119, Piso 1.               | Radio Lobo Bajío (Corporación Mexicana De Radiodifusión) | XHEY Radio Celaya, S.A. de C.V.                                                         |
| 1580                | 99.5                | XEAF-AM     | XHAF-FM     | 1.0d / 0.5n  | Arroba FM                   | Boulevard Adolfo López Mateos #932 Pte.                | Radiorama Bajío                                          | Radio Comunicación Trébol De Celaya, S.A. De C.V.                                       |
| 740                 | 101.9               | XEOF-AM     | XHEOF-FM    | 5.0d / 1.0n  | Radio Juventud Celaya       | Boulevard Adolfo López Mateos #1117; Colonia El Vergel | TVR Comunicaciones                                       | Radio XEOF-AM, S.A. de C.V.                                                             |
| 1540                | 102.9               | XENC-AM     | XHNC-FM     | 1.0d / 0.25n | Fiesta Mexicana             | Boulevard Adolfo López Mateos #932 Pte.                | Radiorama Bajío                                          | Radio Comunicación Trébol De Celaya, S.A. De C.V.                                       |
| 950                 | 103.7               | XECEL-AM    | XHCEL-FM    | 5.0d / 1.0n  | Él y Ella -                 | Privada Venustiano Carranza 119, Piso 1.               | Radio Lobo Bajío (Corporación Mexicana De Radiodifusión) | Radio XECEL, S.A. DE C.V.                                                               |
| 780                 | 104.5               | XEZN-AM     | XHZN-FM     | 5.0d / 1.0n  | Exa FM                      | Bulevar Adolfo López Mateos # 1117 Ote.                | TVR Comunicaciones/MVS Radio                             | Radio XHOZ-FM, S.A. DE C.V.                                                             |

#### Televisión en Celaya
En Celaya se logran sintonizar varios canales de diversas televisoras (para esta sección, los indicativos de señal se enlazan a los canales originales). El apagón analógico programado por el Instituto Federal de Telecomunicaciones para la ciudad se ejecutó exitosamente el 11 de diciembre del 2015; según el calendario asignado. Los siguientes canales digitales pueden ser sintonizados en formato digital,. Hasta el 6 de noviembre de 2016, tres canales tardaron en tener señal digital: Imagen Televisión de Grupo Imagen; cuyo canal 15 digital asignado transmitía video en bucle hasta el 17 de octubre; TV4 Guanajuato, el cual estaba en proceso de instalación; y el Canal Once de Celaya, el cual había tardado en adquirir equipo digital e iniciar transmisión simultánea. A partir del 27 de octubre de 2016, cinco canales de la ciudad cambiaron de canal virtual; sitiándose en nuevas posiciones; tal y como se programó. Por lo tanto, en la ciudad es factible sintonizar 23 canales digitales de televisión; los cuales son mencionados en la siguiente tabla; para definir la situación actual de los mismos, se ha añadido color a los canales según el esfuerzo realizado para captar las señales, definiéndose los siguientes:
     - Indica una estación de televisión digital de fácil sintonización.
     - Indica una estación de televisión digital de dificultad media de sintonización (distancia, potencia; etc).
     - Indica una estación de televisión digital difícil o imposible de sintonizar.
     - Indica una estación de televisión digital en proceso de inicio de transmisiones.
| Canal Digital HD 2015-2016 | Nuevo canal digital (ATSC) | Canal físico TDT | Indicativo de señal | Canal de televisión                     | Resolución y Aspecto | Concesionario                                         | Ubicación del transmisor | Ciudad asignada | Primera razón legal                                                            |
| -------------------------- | -------------------------- | ---------------- | ------------------- | --------------------------------------- | -------------------- | ----------------------------------------------------- | ------------------------ | --------------- | ------------------------------------------------------------------------------ |
| 12.1                       | 1.1 ATSC                   | 33 TDT           | XHMAS               | Azteca Uno                              | 1080i - 16:9         | TV Azteca Bajío                                       | Cerro de Culiacán, GTO.  | Celaya, GTO.    | Televisión Azteca, S.A.                                                        |
| 9.1                        | 1.1 ATSC                   | 26 TDT           | XHQUR               | Azteca Uno                              | 1080i - 16:9         | TV Azteca Querétaro                                   | Cerro de Cimatario, QRO. | Querétaro, QRO. | Televisión Azteca, S.A.                                                        |
| 12.2                       | 1.2 ATSC                   | 33 TDT           | XHMAS 1.2           | adn40                                   | 480i - 16:9          | TV Azteca                                             | Cerro de Culiacán, GTO.  | Celaya, GTO.    | Televisión Azteca, S.A.                                                        |
| 9.2                        | 1.2 ATSC                   | 26 TDT           | XHQUR 1.2           | adn40                                   | 480i - 16:9          | TV Azteca                                             | Cerro de Cimatario, QRO. | Querétaro, QRO. | Televisión Azteca, S.A.                                                        |
| 5.1                        | 2.1 ATSC                   | 9/32 TDT         | XHZ                 | Las Estrellas                           | 1080i - 16:9         | Televisa Querétaro                                    | Cerro de Culiacán, GTO   | Irapuato, GTO.  | Televisora de Guanajuato, S.A.                                                 |
| N/D                        | 2.2 ATSC                   | 9/32 TDT         | XHZ                 | Foro TV                                 | 1080i - 16:9         | Noticieros Televisa                                   | Cerro de Culiacán, GTO   | Irapuato, GTO.  | Televisora de Guanajuato, S.A.                                                 |
| 15.1                       | 3.1 ATSC                   | 15 TDT           | XHCTCY              | Imagen Televisión                       | 1080i - 16:9         | Grupo Imagen Multimedia                               | Cerro de Cimatario, QRO. | Celaya, GTO     | Cadena Tres I, S.A. de C.V.                                                    |
| N/D                        | 3.4 ATSC                   | 15 TDT           | XHCTCY              | Excélsior Televisión (Imagen Multicast) | 480i - 16:9          | Grupo Imagen Multimedia                               | Cerro de Cimatario, QRO. | Celaya, GTO     | Cadena Tres I, S.A. de C.V.                                                    |
| 4.1                        | 4.1 ATSC                   | 30 TDT           | XHCLT               | TV Cuatro                               | 1080i - 16:9         | Gobierno de Guanajuato                                | Domicilio conocido       | Celaya, GTO.    | Dirección General de la Unidad de Televisión de Guanajuato                     |
| N/D                        | 4.2 ATSC                   | 30 TDT           | XHCLT               | Media 4                                 | 480i - 16:9          | Gobierno de Guanajuato                                | Domicilio conocido       | Celaya, GTO.    | Dirección General de la Unidad de Televisión de Guanajuato                     |
| N/D                        | 4.3 ATSC                   | 30 TDT           | XHCLT               | Expresa 4                               | 480i - 16:9          | Gobierno de Guanajuato                                | Domicilio conocido       | Celaya, GTO.    | Dirección General de la Unidad de Televisión de Guanajuato                     |
| 3.1                        | 5.1 ATSC                   | 10/29 TDT        | XEZ                 | Canal 5*                                | 1080i - 16:9         | Televisa Querétaro                                    | Cerro de Culiacán, GTO   | Irapuato, GTO.  | Televisora del Centro, S.A.                                                    |
| 6                          | 6.1 ATSC                   | 31 TDT           | XHLGG               | Multimedios Televisión                  | 1080i - 16:9         | Multimedios Televisión                                | Cerro de Arandas, GTO.   | Irapuato, GTO.  | Multimedios Televisión, S.A. de C.V.                                           |
| N/D                        | 6.2 ATSC                   | 31 TDT           | XHLGG               | Milenio Televisión                      | 480i - 16:9          | Multimedios Televisión                                | Cerro de Arandas, GTO.   | Irapuato, GTO.  | Multimedios Televisión, S.A. de C.V.                                           |
| N/D                        | 6.3 ATSC                   | 31 TDT           | XHLGG               | CV Shopping                             | 480i - 16:9          | Multimedios Televisión                                | Cerro de Arandas, GTO.   | Irapuato, GTO.  | Multimedios Televisión, S.A. de C.V.                                           |
| N/D                        | 6.4 ATSC                   | 31 TDT           | XHLGG               | Teleritmo                               | 480i - 16:9          | Multimedios Televisión                                | Cerro de Arandas, GTO.   | Irapuato, GTO.  | Multimedios Televisión, S.A. de C.V.                                           |
| 7.1                        | 7.1 ATSC                   | 17 TDT           | XHCCG               | Azteca 7                                | 1080i - 16:9         | TV Azteca                                             | Cerro de Culiacán, GTO   | Celaya, GTO.    | Compañía Mexicana de Televisión del Occidente, S.A.                            |
| N/D                        | 7.2 ATSC                   | 17 TDT           | XHCCG               | a+ Guanajuato                           | 480i - 16:9          | Azteca Bajío                                          | Cerro de Culiacán, GTO   | Celaya, GTO.    | Compañía Mexicana de Televisión del Occidente, S.A.                            |
| 36.1                       | 7.1 ATSC                   | 34 TDT           | XHQUE               | Azteca Siete                            | 1080i - 16:9         | TV Azteca Querétaro                                   | Cerro de Cimatario, QRO. | Querétaro, QRO. | Televisión Azteca, S.A.                                                        |
| N/D                        | 7.2 ATSC                   | 34 TDT           | XHQUE               | a+ Querétaro                            | 480i - 16:9          | TV Azteca Querétaro                                   | Cerro de Cimatario, QRO. | Querétaro, QRO. | Azteca Querétaro                                                               |
| 21.1                       | 9.1 ATSC                   | 8/18 TDT         | XHQCZ               | NU9VE Querétaro                         | 1080i - 16:9         | Televisa Querétaro                                    | Cerro de Culiacán, GTO   | Irapuato, GTO.  | RadioTelevisora de México Norte, S.A. de C.V.                                  |
| N/D 2                      | 9.1 ATSC                   | 23 TDT           | XHL                 | NU9VE                                   | 480i - 16:9          | Televisa del Bajío (Televisión de la Provincia, S.A.) | Cerro de Culiacán, GTO   | Irapuato, GTO.  | Televimex, S.A. de C.V.                                                        |
| 50.1                       | 10.1 ATSC                  | 14 TDT           | XHSECE              | Radio y Televisión Querétaro            | 480i - 4:3           | Gobierno de Querétaro                                 | Cerro de Cimatario, QRO. | Querétaro, QRO. | Sistema Estatal de Comunicación Cultural y Educativa Del Gobierno de Querétaro |
| 20.1                       | 11.1 ATSC                  | 20 TDT           | XHSPRCE             | Once (IPN)                              | 480i - 16:9          | Instituto Politécnico Nacional                        | Cerro de Culiacán, GTO.  | Celaya, GTO.    | Sistema Público de Radiodifusión del Estado Mexicano                           |
| 10.1 23.1                  | 12.1 ATSC                  | 23 TDT           | XHL                 | Televisa del Bajío                      | 1080i - 16:9         | Televisa del Bajío (Televisión de la Provincia, S.A.) | Cerro de Culiacán, GTO   | Irapuato, GTO.  | Televimex, S.A. de C.V.                                                        |
| 20.2                       | 14.1 ATSC                  | 20 TDT           | XHSPRCE             | Canal Catorce                           | 1080i - 16:9         | Sistema Público de Radiodifusión del Estado Mexicano  | Cerro de Culiacán, GTO.  | Celaya, GTO.    | Sistema Público de Radiodifusión del Estado Mexicano                           |
| 46.3 19.1                  | 15.1 ATSC                  | 19 TDT           | XHCEP               | Expresa TV                              | 1080i - 16:9         | Octavio Arvizu Villegas                               | Oficinas de Televisora   | Celaya, GTO.    | Patronato de Televisión Cultural de Guanajuato                                 |
| 20.5                       | 20.1 ATSC                  | 20 TDT           | XHSPRCE             | TV UNAM                                 | 480i - 16:9          | Universidad Nacional Autónoma de México               | Cerro de Culiacán, GTO.  | Celaya, GTO.    | Sistema Público de Radiodifusión del Estado Mexicano                           |
| 20.3                       | 22.1 ATSC                  | 20 TDT           | XHSPRCE             | Canal 22                                | 480i - 16:9          | Secretaría de Cultura México                          | Cerro de Culiacán, GTO.  | Celaya, GTO.    | Sistema Público de Radiodifusión del Estado Mexicano                           |
| N/D                        | 24.1 ATSC                  | 11 TDT           | XHPBQR              | TV UAQ                                  | 1080i - 16:9         | Universidad de Querétaro                              | Querétaro                | Querétaro, QRO. | Universidad de Querétaro                                                       |

Notas:
1. N/D refiere a un canal que no tenía señal digital antes del 17 de diciembre del 2016.
2. TV4 Guanajuato inició con canal digital (canal físico 30.1). Sin embargo, no la empezó a utilizar sino hasta febrero de 2016; por espacio de una semana. Ha transmitido desde el canal 4.1, al igual que su contraparte estatal; a diferencia de las otras televisoras. Apagó la señal analógica el 31 de diciembre de 2016, el segundo año de apagón analógico.
3. XHCEP-TV (canal Once Celaya) inició transmisiones en digital programación alterna con propósitos temporales de prueba, en un horario comprendido de 11 a 17:30 horas. Sigue transmitiendo en horario irregular, desde hace 28 años; hasta el 16 de julio de 2018, cuando empezó a transmitir como Expresa TV. Apagó la señal analógica el 31 de diciembre de 2016, el segundo año de apagón analógico.

## Educación

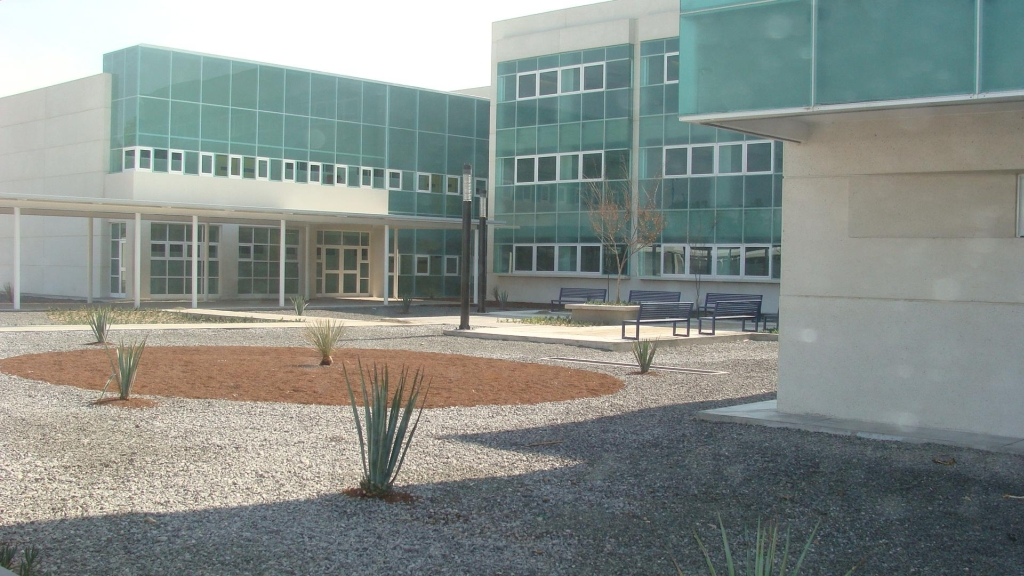
Campus en Celaya de la Universidad de Guanajuato.

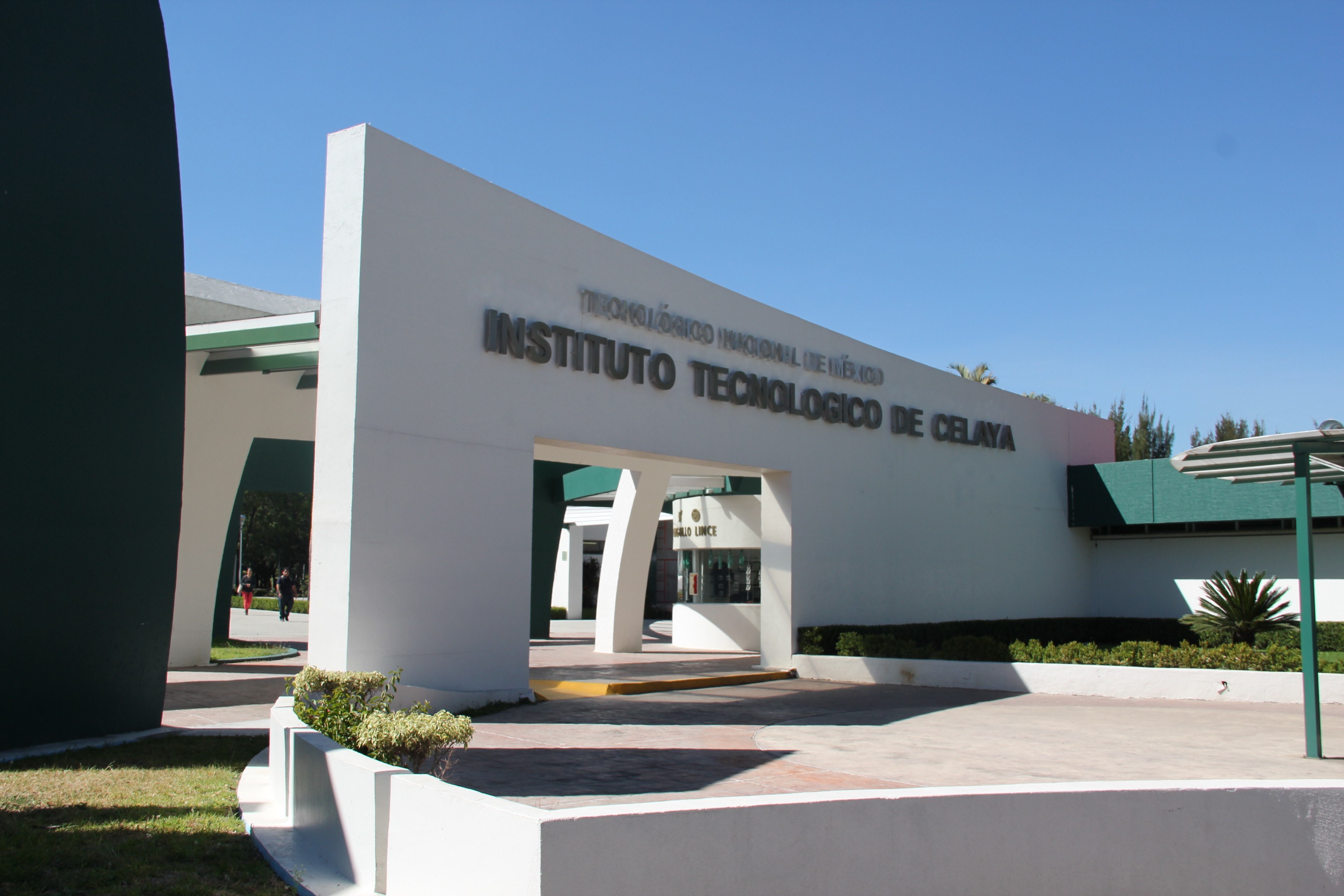
Instituto Tecnológico de Celaya

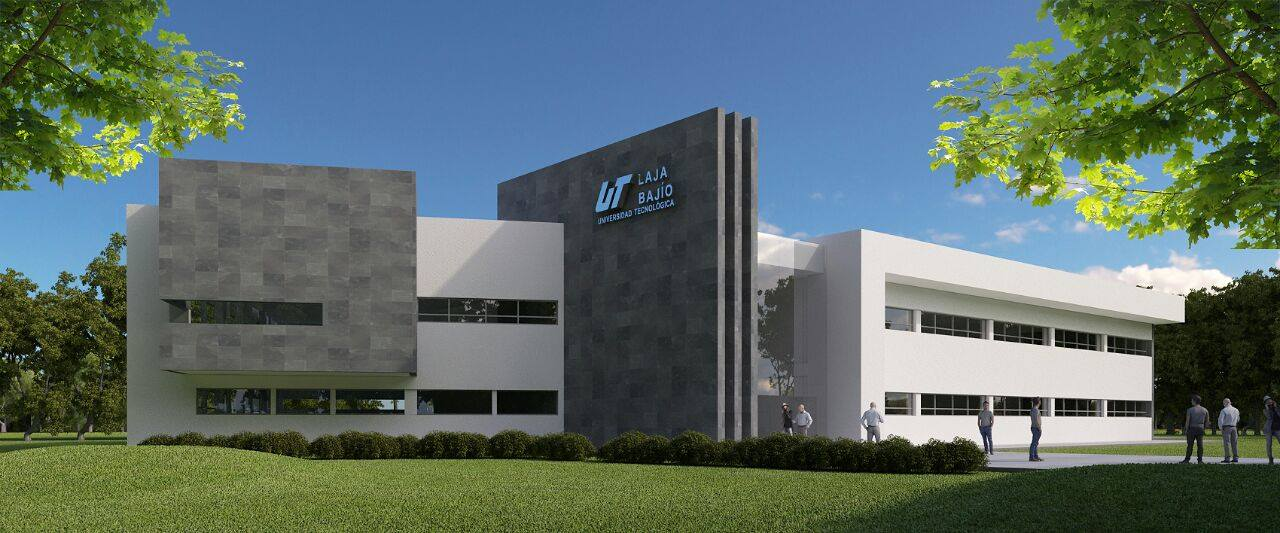
Universidad Tecnológica Laja Bajío

Celaya cuenta con múltiples centros educativos de nivel superior, nivel medio y nivel básico, tanto públicos y privados.
Estos son:
- Instituto Tecnológico de Celaya[112]
- Universidad de Guanajuato Campus Celaya-Salvatierra[113]
  - División de Ciencias de la Salud e Ingenierías
  - División de Ciencias Sociales y Administrativas
  - Escuela de Nivel Medio Superior de Celaya
- Universidad Pedagógica Nacional Unidad 112 Celaya[114]
- Preparatoria del Tecnológico de Monterrey sede Celaya.[115]
- Instituto Tecnológico de Roque[116]
- Instituto Sir Winston Churchill A.C.[117]
- Instituto Armando Olivares Carrillo[118]
- Instituto Técnico de Estudios Superiores del Bajío (UNITESBA)[119]
- Instituto Pedagógico de Estudios de Posgrado (IPEP)[120]
- Universidad de Celaya[121]
- Universidad Lasallista Benavente[122]
- Universidad Latina de México[123]
- Universidad Continente Americano[124]
- Universidad Tecnológica del Centro de México (UTEC)[125]
- Universidad Tecnológica Laja Bajio[126]
- Universidad del Centro del Bajío (UNICEBA)[127]
- Universidad Centro de Estudios México (UCEM)
- Universidad de León; Campus Celaya (Campus Celaya)[128]
- Centro Bachillerato Tecnológico industrial y de servicios no.198(CBTis 198)
- Colegio de Educación Profesional Técnica del Estado de Guanajuato CONALEP
- Colegio Adrián Díaz Córdoba
- Colegio Arturo Rosenblueth[129]
- Colegio Manuel Concha "Marista"[130]
- Colegio Pablo Picasso
- Centro de Estudios Tecnológicos Industrial y de Servicio 115 (CETIS 115 - CETMEJA)
- Colegio México
- Conservatorio de Música y Artes de Celaya
- Instituto Social Comercial en Contaduría Administrativa (ISCCA)
- Instituto Ateneo Celayense[131]
- Instituto Magno
- Instituto Andersen[132]
- Colegio Westminster Royal
- Instituto Británico
- Instituto Minerva
- Instituto Johannes Kepler
- Instituto Internacional Suizo
- Sistema Avanzado de Bachillerato y Educación Superior[133]

- Instituto Tecnológico de Celaya[112]
- Universidad de Guanajuato Campus Celaya-Salvatierra[113]
  - División de Ciencias de la Salud e Ingenierías
  - División de Ciencias Sociales y Administrativas
  - Escuela de Nivel Medio Superior de Celaya
- Universidad Pedagógica Nacional Unidad 112 Celaya[114]
- Preparatoria del Tecnológico de Monterrey sede Celaya.[115]
- Instituto Tecnológico de Roque[116]
- Instituto Sir Winston Churchill A.C.[117]
- Instituto Armando Olivares Carrillo[118]
- Instituto Técnico de Estudios Superiores del Bajío (UNITESBA)[119]
- Instituto Pedagógico de Estudios de Posgrado (IPEP)[120]
- Universidad de Celaya[121]
- Universidad Lasallista Benavente[122]
- Universidad Latina de México[123]
- Universidad Continente Americano[124]
- Universidad Tecnológica del Centro de México (UTEC)[125]
- Universidad Tecnológica Laja Bajio[126]
- Universidad del Centro del Bajío (UNICEBA)[127]
- Universidad Centro de Estudios México (UCEM)
- Universidad de León; Campus Celaya (Campus Celaya)[128]
- Centro Bachillerato Tecnológico industrial y de servicios no.198(CBTis 198)
- Colegio de Educación Profesional Técnica del Estado de Guanajuato CONALEP
- Colegio Adrián Díaz Córdoba
- Colegio Arturo Rosenblueth[129]
- Colegio Manuel Concha "Marista"[130]
- Colegio Pablo Picasso
- Centro de Estudios Tecnológicos Industrial y de Servicio 115 (CETIS 115 - CETMEJA)
- Colegio México
- Conservatorio de Música y Artes de Celaya
- Instituto Social Comercial en Contaduría Administrativa (ISCCA)
- Instituto Ateneo Celayense[131]
- Instituto Magno
- Instituto Andersen[132]
- Colegio Westminster Royal
- Instituto Británico
- Instituto Minerva
- Instituto Johannes Kepler
- Sistema Avanzado de Bachillerato y Educación Superior[133]

## Patrimonio

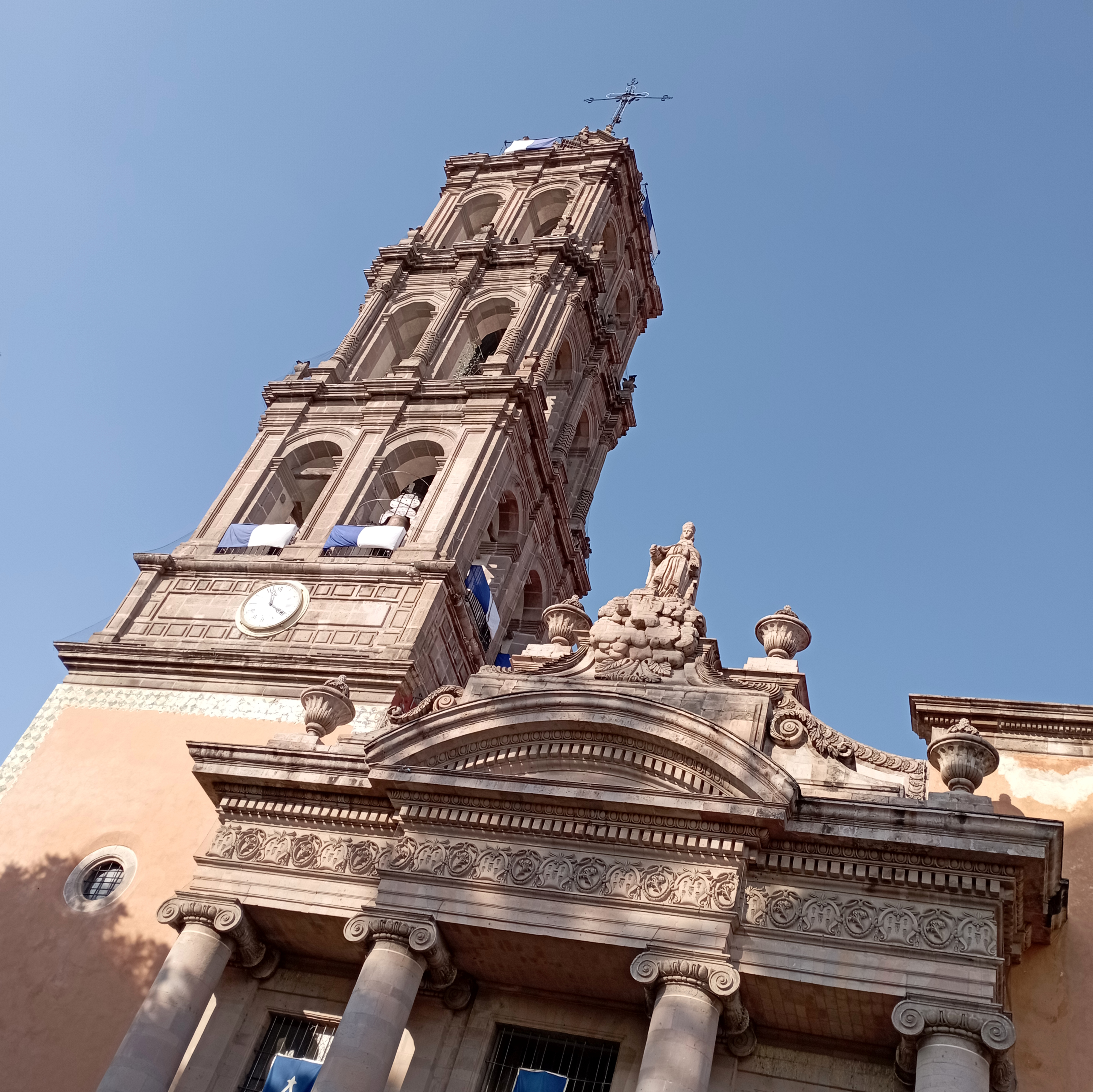
Templo de San Francisco de Asís

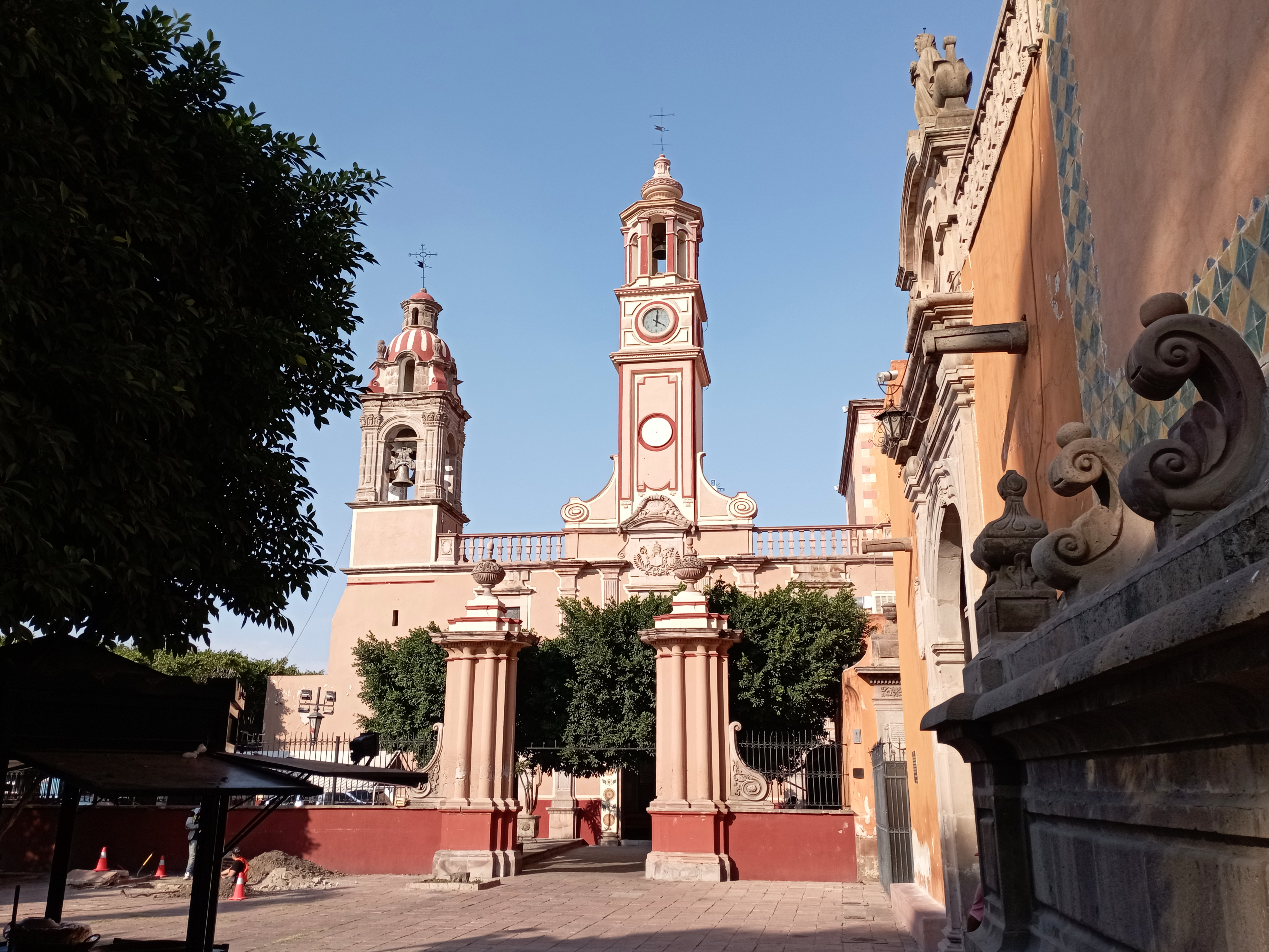
Catedral de Celaya

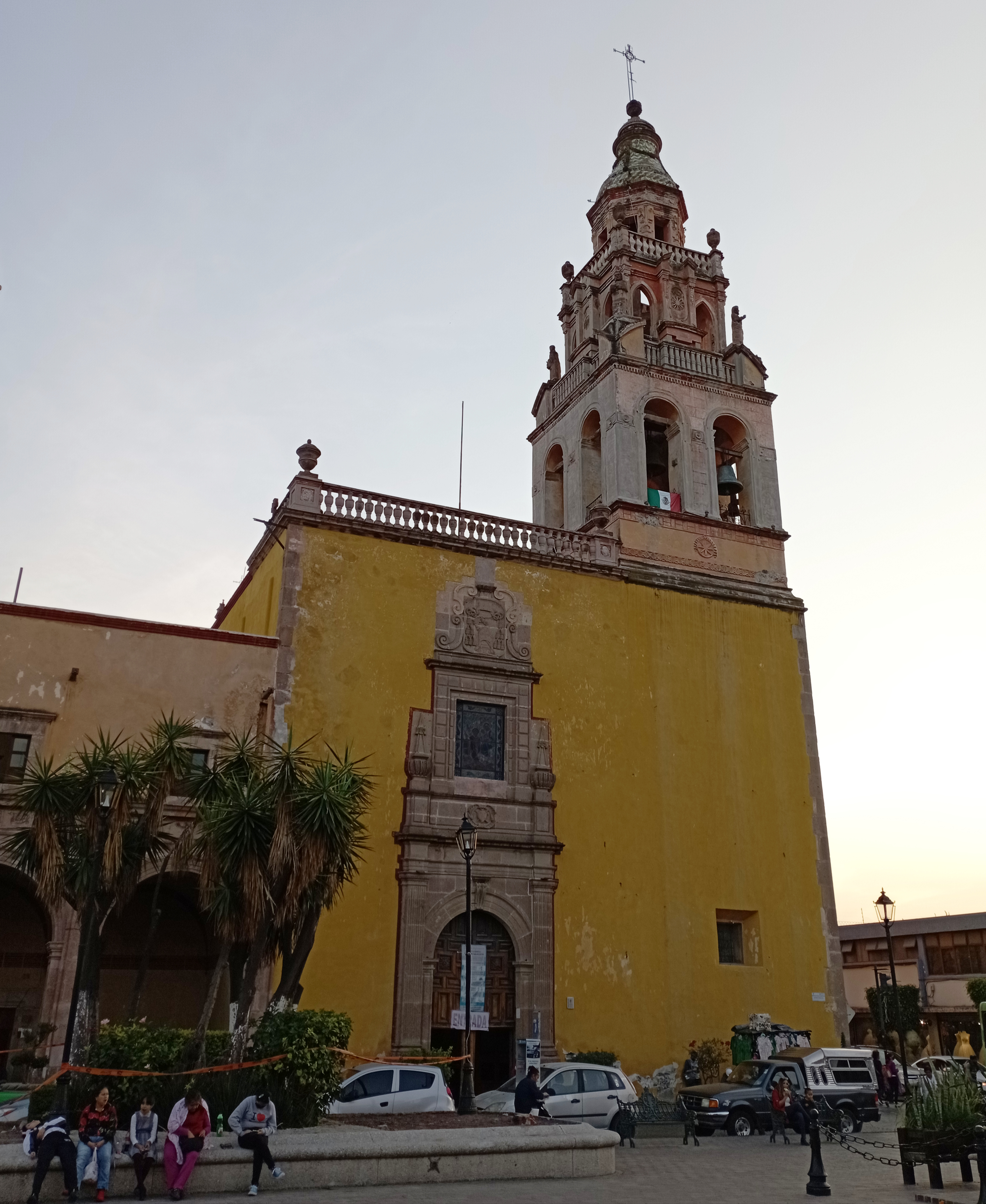
Templo de San Agustín

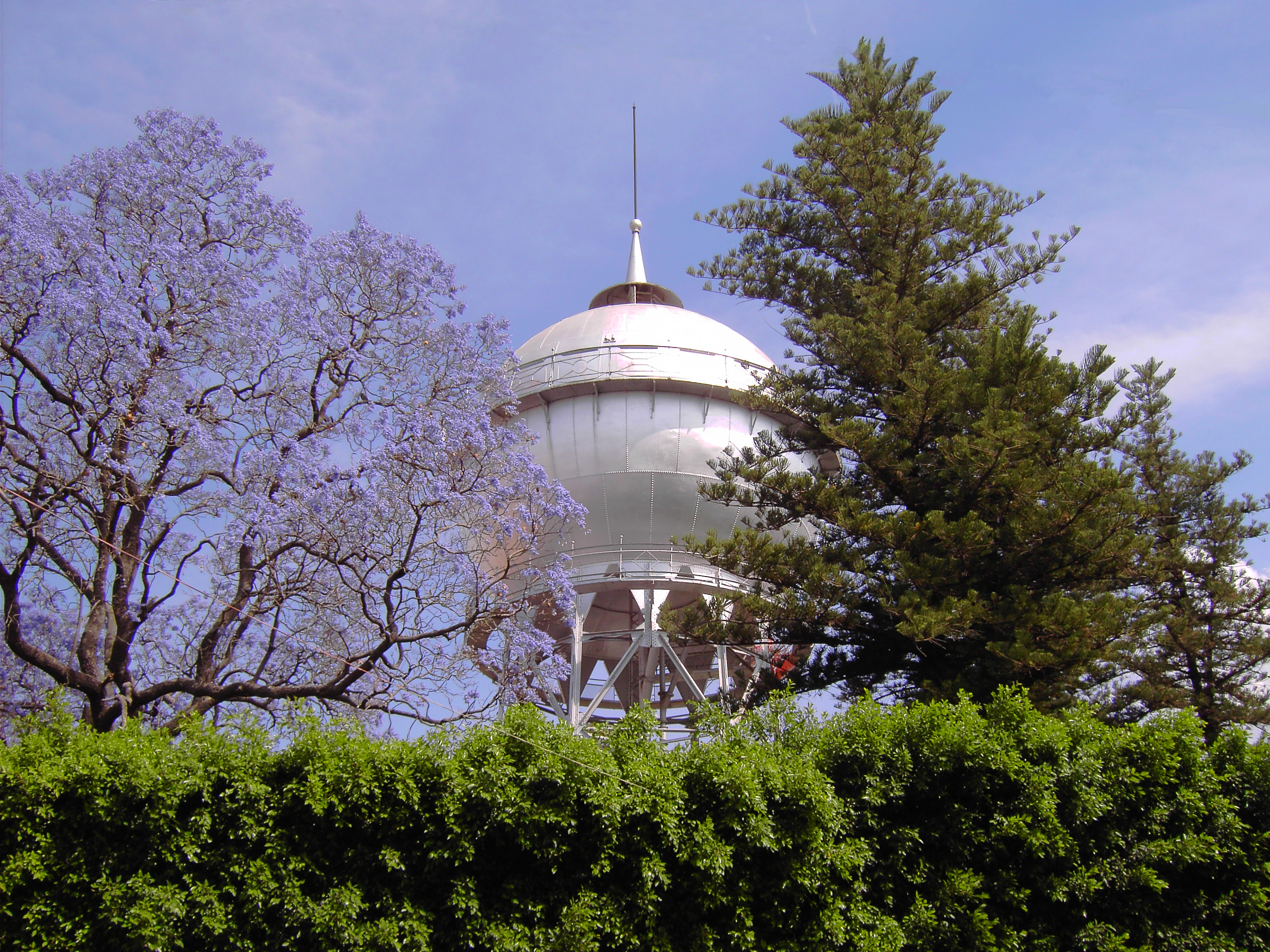
Bola del Agua

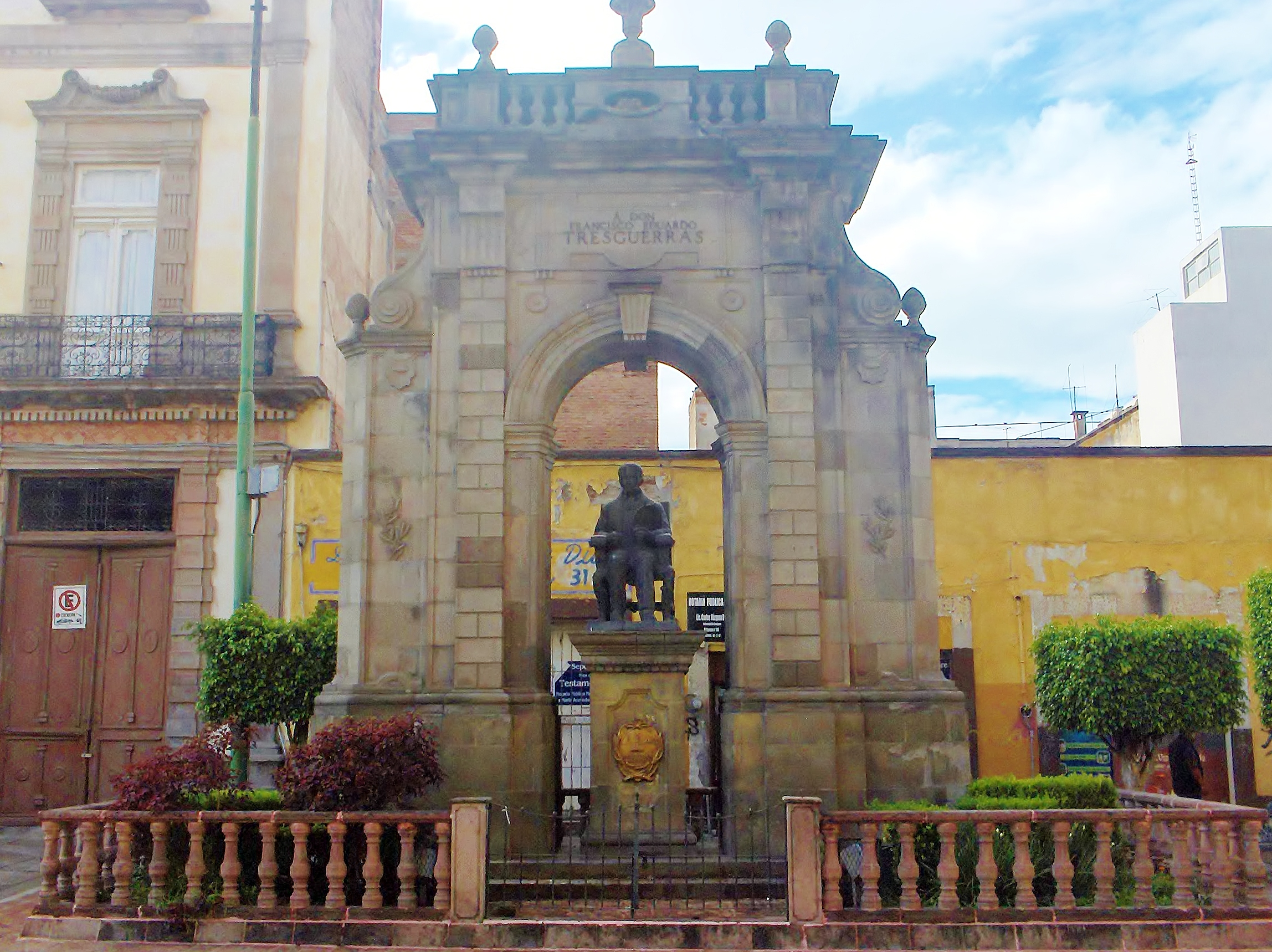
Monumento a Francisco Eduardo Tresguerras

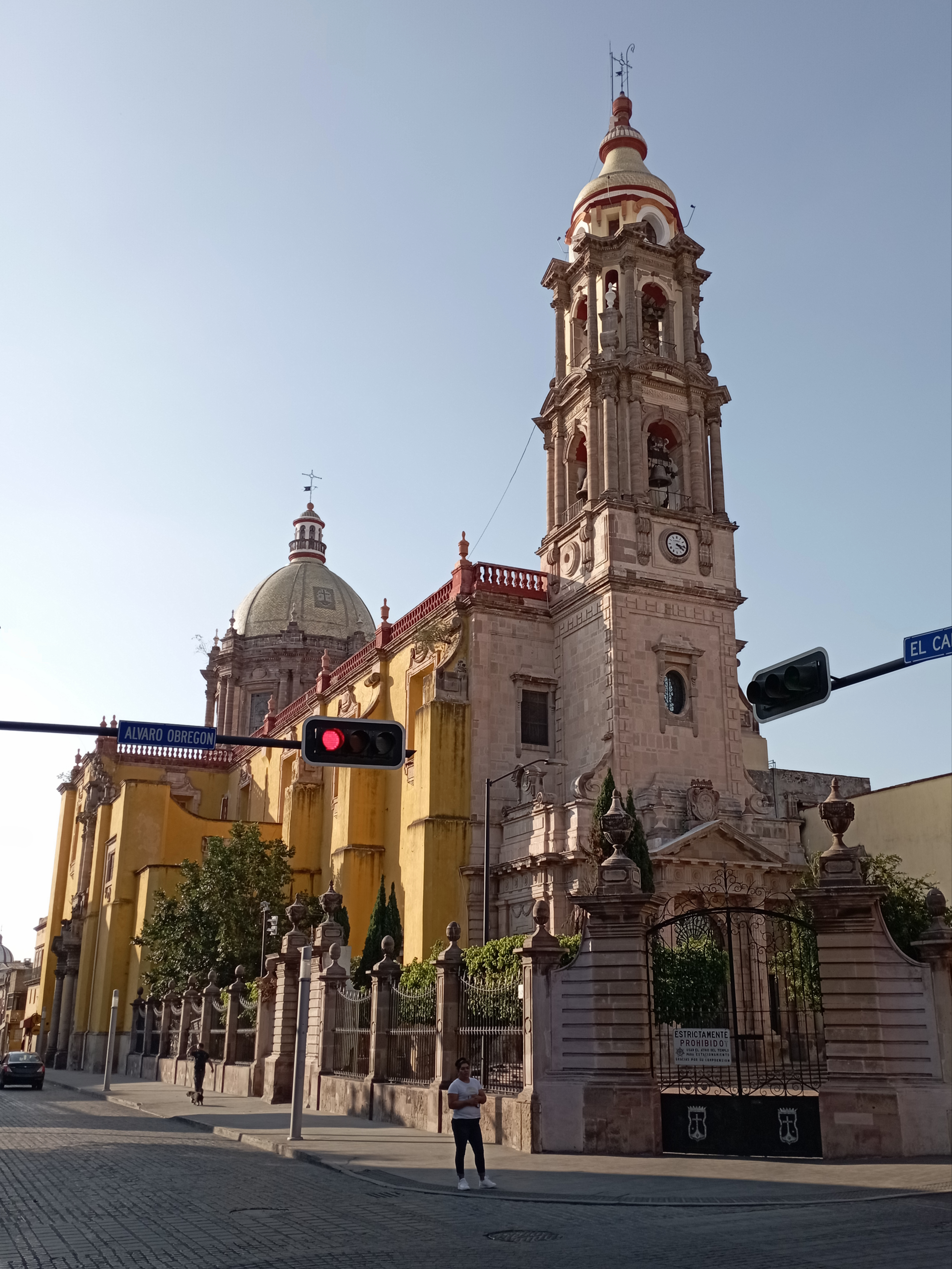
Templo del Carmen

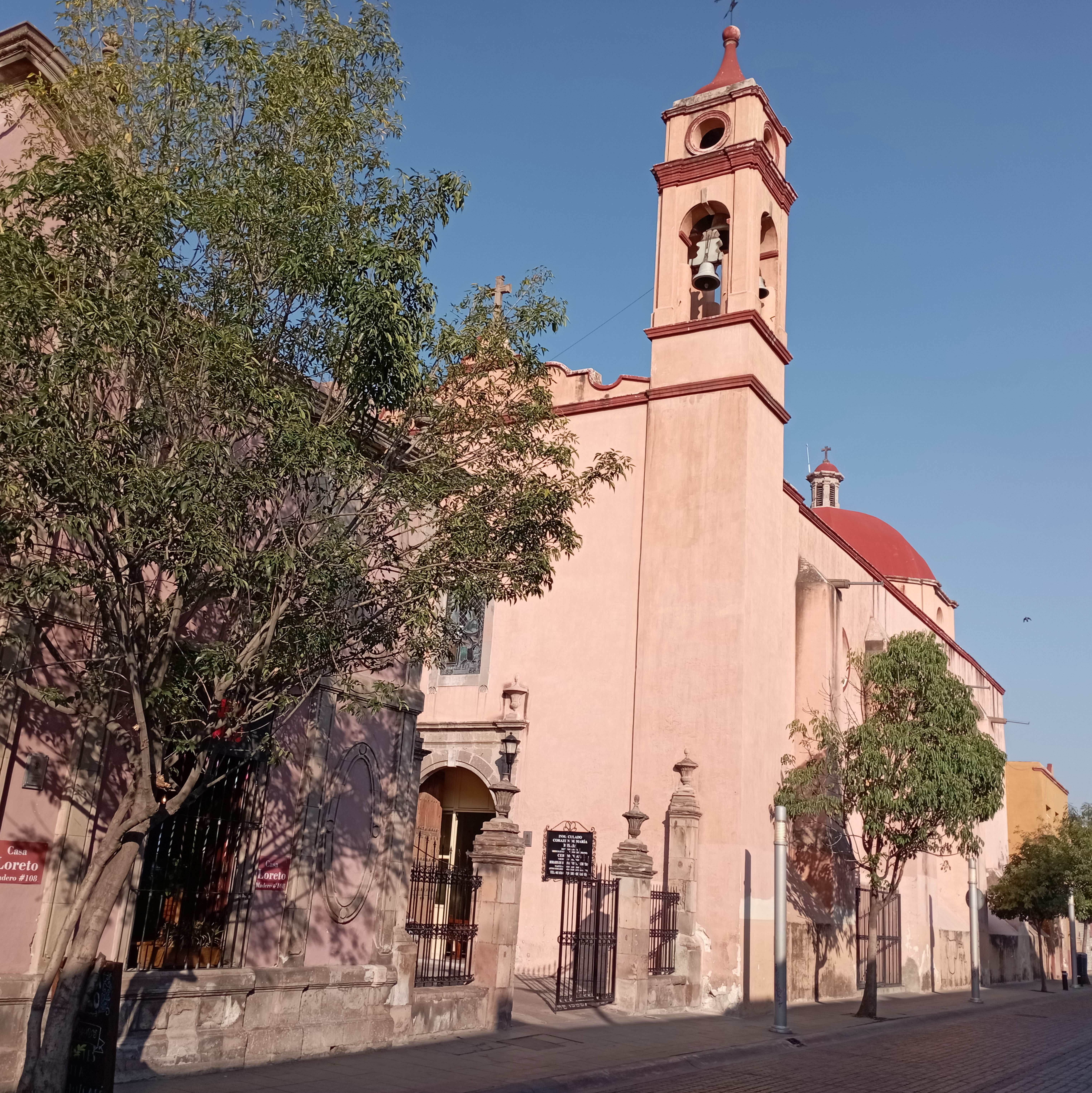
Templo del Inmaculado Corazón de María

### Panteón Municipal y Museo de Momias de Celaya
El Panteón Municipal fue primer cementerio civil de Celaya, es una de las necrópolis más importantes del Estado; Inaugurado en el siglo XIX, la arquitectura fúnebre de este panteón resalta por su diversidad, y el conjunto ofrece una sensación de ordenado desorden, entre lápidas quebradas por el paso del tiempo y estructuras recientes. Junto al panteón se encuentra el Museo de Momias, en el que se exponen 22 cuerpos momificados en diversas salas, donde se explica el proceso de momificación.

### Casa del Diezmo
El Centro Cultural Casa del Diezmo, conocida anteriormente como Alhóndiga; fue construida por el soldado Hernán Pérez Bocanegra, que había llegado con las tropas de Hernán Cortés.
Históricamente ha tenido varios usos:
- Al inicio ejecutó la función de aduana real con la supervisión ininterrumpida del notario real, actividad por la cual Celaya adquirió el calificativo de “Puerta de Oro del Bajío”; a la vez la alhóndiga era despensa de granos y semillas para los agricultores y hacendados de la alcaldía.
- Más tarde, fue oficina de recaudación de impuestos al servicio de la Iglesia católica, por lo cual lleva su actual nombre.
- En la década de 1920, funcionó como sede del Banco Agrícola de Crédito Ejidal.

En 1973, hubo planes de demoler el edificio, para construir en el espacio un hotel; sin embargo, en 1977 fue expropiado por el gobierno estatal, para pasar a ser propiedad del patrimonio de la ciudad.
Hoy en día funciona como museo y archivo histórico municipal; también opera en ella una escuela de artes. De igual manera es una unidad dependiente al Instituto Municipal de Arte y Cultura de Celaya. Destacan en su arquitectura los dinteles de cantera, sus puertas de madera labrada y ventanas que datan del siglo XVII.

### Templo de San Agustín
El templo de San Agustín, data de 1609, destaca por su decoración plateresca con reminiscencia morisca, única y distintiva; construido por los primeros frailes agustinos que llegaron a la ciudad en el siglo XVII.

### Casa de la Cultura de Celaya
Es un castillo en el cual reside actualmente la casa de la cultura de Celaya. Denota arquitectura plateresca y con elementos reminiscentes moriscos. En su pasado histórico el edificio correspondió al convento adjunto del templo de San Agustín, ambos datan de 1609. Fue en 1880 cuando, por las Leyes de Reforma que ejecutaba Benito Juárez en el país, perdió su símbolo religioso y fue particionado en varias secciones. Uno de los fragmentos, el más grande, que poseía portales, fue expropiado para usarse como cárcel municipal. Sin embargo, en 1956 los periódicos locales declararon que los reos sufrían enfermedades debido a las infecciones, aunado al pésimo mantenimiento que recibía el inmueble; por lo que se empezó a construir un nuevo penal en el sur de la ciudad. En 1962 se empezaron los trabajos de restauración (ejecutados lentamente, dado la gran demanda de presupuesto y los cuantiosos daños del edificio), mientras el 17 de marzo de 1964 se anunció oficialmente la asignación del nuevo uso que tendría: una escuela de artes en el recinto. En agosto de 1976; el recinto comenzó funciones como escuela artística, al mando del primer director del recinto, Rogelio Zarzosa.
En la actualidad, es la sede oficial del Instituto Municipal de Arte y Cultura de Celaya; quien también administra la Casa del Diezmo, el Parque Ximhai, el Teatro de la Ciudad y el Auditorio Municipal “Francisco Eduardo Tresguerras”.

### Templo de la Virgen del Carmen
El Templo de la Virgen del Carmen, construido de 1802 a 1807 (construcción arquitectónica de estilo neoclásico). Tresguerras había sido asignado como único arquitecto en la obra, debido a que el antiguo templo se había destruido en un incendio ocurrido durante la tarde del 16 de julio de 1802. Se empezó a reconstruir a partir de este año, estrenándose finalmente el 13 de octubre de 1803. Catalogado como la majestuosa obra culminante de Eduardo Tresguerras, en la cual desarrolla no solo los esplendores del diseño sino que expresa también sus habilidades de escultor y pintor. De ahí que se convirtió su mote en el «Miguel Ángel mexicano», debido a sus obras de realce mundial y la cúpula en forma de huevo, similar a la de Miguel Ángel Buonarroti.

### Convento y Templo de San Francisco
En el interior del templo se puede apreciar el estilo barroco y su fachada de tipo neoclásico, la construcción data del año 1683, además cabe mencionar que es uno de los más grandes de la República Mexicana. En los tiempos de la Revolución Mexicana, tuvo uso de cuartel. Además, albergó una universidad en su convento. Es el segundo templo a nivel nacional en albergar a la Inmaculada Concepción, cuya fiesta es celebrada cada 8 de diciembre.

### Columna de la Independencia
Obra de Tresguerras, fue la primera escultura a nivel nacional erigida para homenajear a la Independencia de México. En 1822, fue construida en el jardín del centro histórico. Durante la vida de Tresguerras, fue la escultura más controvertida en su tiempo, ya que fue el primer monumento erigido a la independencia de México sin todavía haberse consumado y promulgado; siendo clasificado por sus contemporáneos como «el arquitecto valiente».
Este dato se puede basar, en el hecho de que la misma fue hecha para el Rey Carlos IV, y así celebrar su coronación; sin embargo, tan pronto se consumó la independencia, el pueblo se lanzó a tirar la efigie del Rey, acto que el arquitecto reprobó totalmente; y después fue contratado para poner en la cúspide de la columna un águila imperial, al hacerlo la puso de espaldas a la Casa del Cabildo, hoy presidencia municipal; y en un arranque de ironía dijo que «El Águila símbolo de la patria no merece ver las porquerías que se hacen en ese chiquero».
En 1964, se rumoraban planes de retornar la escultura a su antiguo lugar, dado las quejas de la ciudadanía, declarando que el quiosco que estaba instalado no tenía mérito ni valor histórico; sin embargo, nunca se reubicó, simplemente mejorando en su sitio una luminaria subterránea. En sus cuatro pilares, puede leerse lo siguiente (enlistada con números romanos):
1. «A la perpetua memoria de la Independencia».
2. «Estas armas (son el) blasón glorioso de la Patria».
3. «En testimonio de fidelidad y amor».
4. «Erigió Celaya (en)  el año de 1822 (la estatua del monumento, en el) segundo (año) de su libertad».

### La Bola de agua
La Bola de agua es un icono y monumento de la ciudad. Desde 1908 hasta la actualidad se ha mantenido en funcionamiento, al día de hoy opera para distribuir agua a gran parte del centro de la ciudad. La torre hidráulica tiene una base de 10 metros de ancho y una altura de 35 metros sobre el nivel del suelo, la bola tiene un diámetro de 12 metros con una capacidad, en aproximación, de 904.77 metros cúbicos.
Actualmente es la única en el mundo en su tipo: anteriormente, existió otra bola de agua similar en Stuttgart, Alemania que fue destruida durante la Segunda Guerra Mundial. La obra se llevó a cabo bajo del mando del alemán Enrique Schöndube, aunque se conoce que el pago por la construcción demoró diez años debido al inicio de la Revolución Mexicana, por lo que se pagó una vez establecido el nuevo gobierno. La edificación tuvo como consecuencia el olvido de las personas que repartían agua a domicilio desde la presidencia municipal denominados aguadores. Se conoce que durante la Revolución, algunos oficiales de Francisco Villa pensaron que la torre tenía muchísima agua como para ahogar a toda la ciudad para derrotarlos. Uno de los generales villistas ordenó su artillería para destruirlo. El Capitán Gustavo Duron, a cargo de una artillería de 75 mm, siguió las órdenes; pero disparó alrededor de la torre, así pudo evitar una tragedia y proteger el monumento, como se ha mencionado por el historiador local Herminio Martínez. Durante varios años se autorizó el colocar publicidad comercial en la parte superior para solventar los gastos de la torre, hasta el 8 de septiembre de 1980 cuando, celebrando el Centenario de la Fundación de Celaya, la presidencia municipal a cargo decidió que la Bola del Agua sería un símbolo que representaría a la ciudad, por lo que se prohibió la colocación de espectaculares en ella.
La placa de la Bola de agua contiene la siguiente leyenda:

«Esta torre fue construida a expensas del municipio de esta ciudad en el año de 1910 y se inauguró oficialmente el día 15 de septiembre, día del centenario de la proclamación de la independencia de México siendo gobernador del estado el señor licenciado don Joaquín Obregón González, quien dio todo su apoyo moral a la construcción. La obra y todo lo relativo a la provisión de agua potable, fue proyectada y llevada a cabo por el señor jefe político del distrito Don Perfecto I. Aranda, su costo total con la entubación limitada a dos circuitos fue de $161,520.84 pesos»
Declaración inscrita en la placa instalada en la entrada de la torre

.
El funcionamiento presentemente está encargado a la Junta Municipal de Agua Potable y Alcantarillado de Celaya, una empresa local de abastecimiento de agua; quien además también mantiene otras torres hidráulicas en la ciudad. Las torres construidas después de 1920 llevan en su estructura el logotipo de la empresa.

### Otras obras de Francisco Eduardo Tresguerras
Celaya podría ser considerada la ciudad del máximo esplendor barroco llevado a cabo por el insigne arquitecto Francisco Eduardo Tresguerras, cuyo legado se encuentra repartido en:
- La cúpula y torre del Templo de San Francisco.
- El Mausoleo Tresguerras, edificio anexo al templo de San Francisco donde reposan sus restos.
- La catedral de Celaya.
- El puente Tresguerras sobre el río La Laja.

Longinos Núñez, uno de los discípulos de Tresguerras, es el constructor de un puente de piedra caliza conocido popularmente como «Puente de las Monas». Incluso se le ha nombrado el «Tresguerras de cien años después».

### Haciendas
En las afueras de la ciudad se localizan ruinas de cascos de haciendas que vivieron sus mejores tiempos en los últimos años de 1800, tal como el que se encuentra en la población de Rincón de Tamayo.

## Cultura

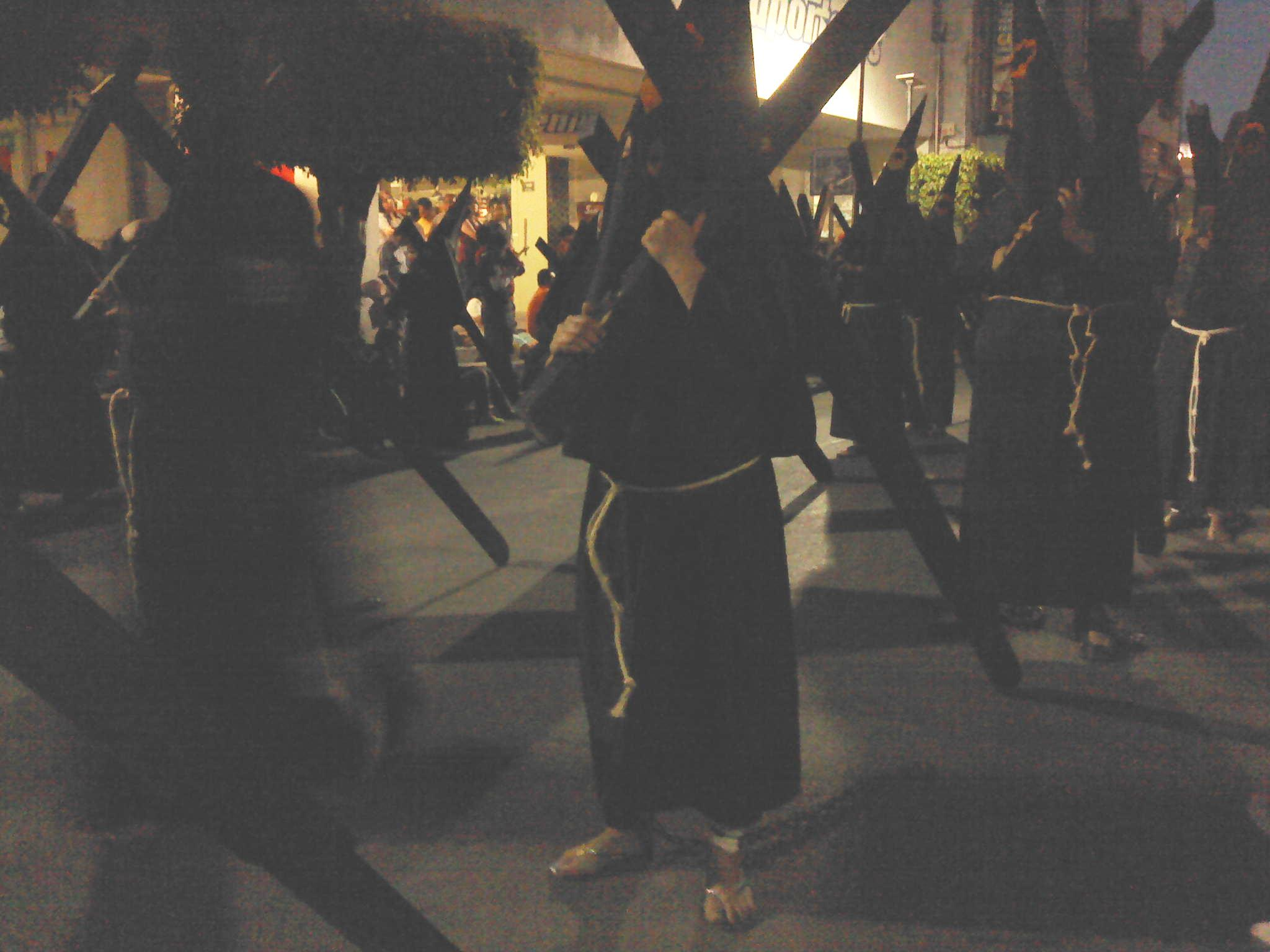
Viernes Santo en Celaya.

### Gastronomía
Celaya es reconocida por su cajeta, dulce típico elaborado de manera artesanal. Se prepara con leche de cabra en cazos de cobre. Hay una gran variedad de sabores: envinada, piñón, vainilla, quemada, nuez, entre otros. De igual manera se elaboran otros deliciosos dulces como jamoncillos, cacahuate garapiñado, frutas cubiertas, queso de almendra, natillas, alfeñiques, obleas, cocadas; y en general, los dulces preparados a base de leche, incluso en la bola de agua se creía que dentro de ella había cajeta y no agua.
Otros alimentos típicos son las tostadas estilo Celaya, las gorditas de queso y migajas del barrio de Tierras Negras y las pacharelas.

### Cine
Celaya se ha caracterizado por ser una de la zonas pioneras del cine a nivel nacional , en donde han surgido artistas de todo tipo y que son de  vital importancia en la industria fílmica. 
Uno de los exponentes que más ha destacado es el primer actor Eric del Castillo, actualmente la ciudad cuenta con tres festivales de cine muy importantes a nivel nacional e internacional:
- Festival Internacional de Cine de Celaya (FICC)
- Voces en Corto
- Celaya Experimental Film Fest (CEFF)

### Artesanías
Se trabajan los cueros y pieles curtidas de San Lorenzo, máscaras de cartón, pinturas en cartón, hojalata, madera blanca y papel maché; pirotecnia y juguetería en cartón, carrizo, hojalatería y madera blanca.
los objetos se vende en la calzada independencia hay varios lugares donde se encuentran los juguetes de madera los cintos de piel, las botas y otras artesanías.

### Murales al estilo metamórfico de Octavio Ocampo
Son internacionalmente conocidas las pinturas murales metamórficas del celayense Octavio Ocampo; parte de su trabajo se halla plasmado en los costados de la escalinata principal del edificio de la Presidencia Municipal, y en cuyos decorados resaltan los héroes nacionales disimulados entre alegorías guerreras y actividades agrícolas y fabriles.

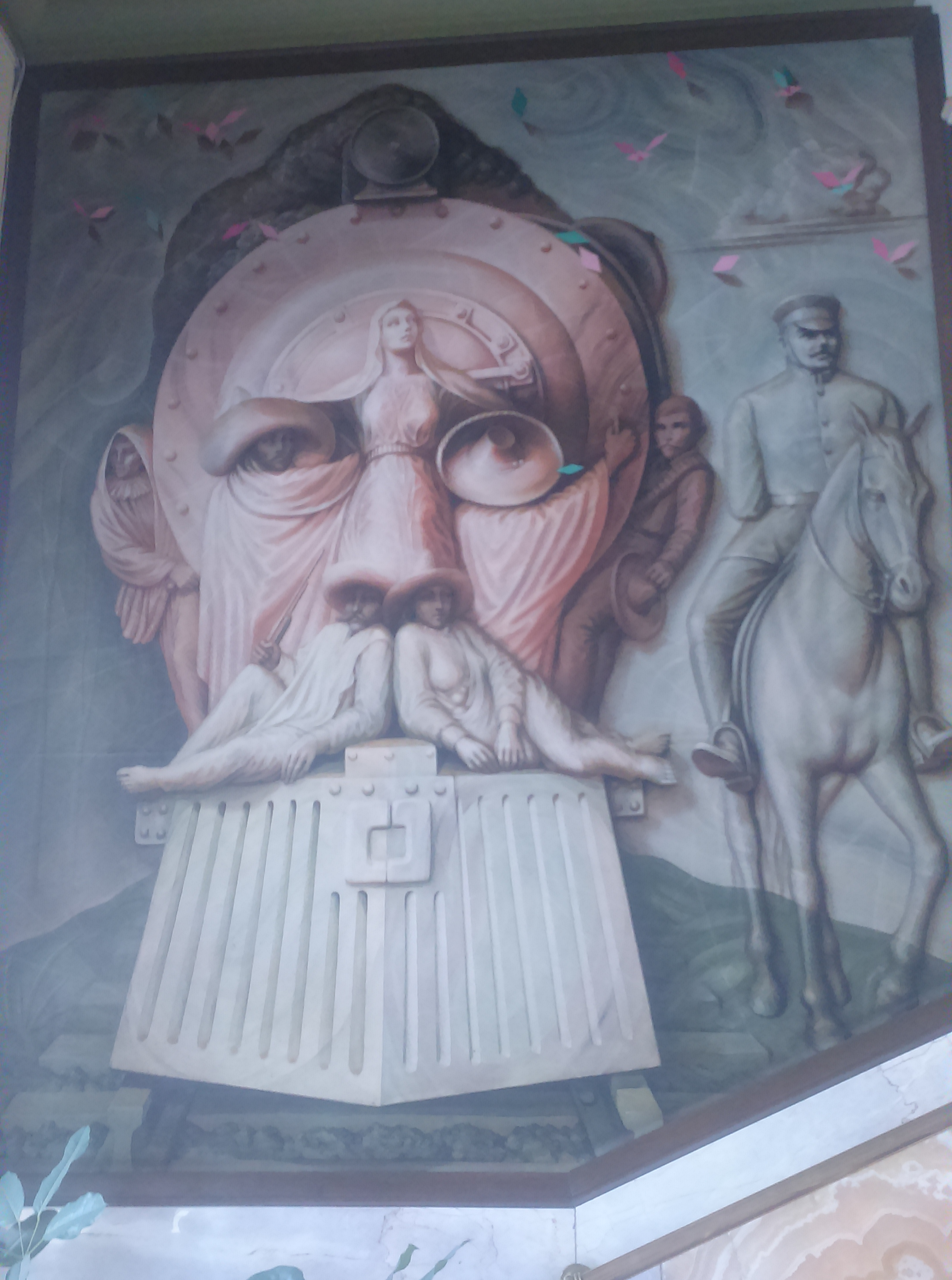
Retrato de Venustiano Carranza.
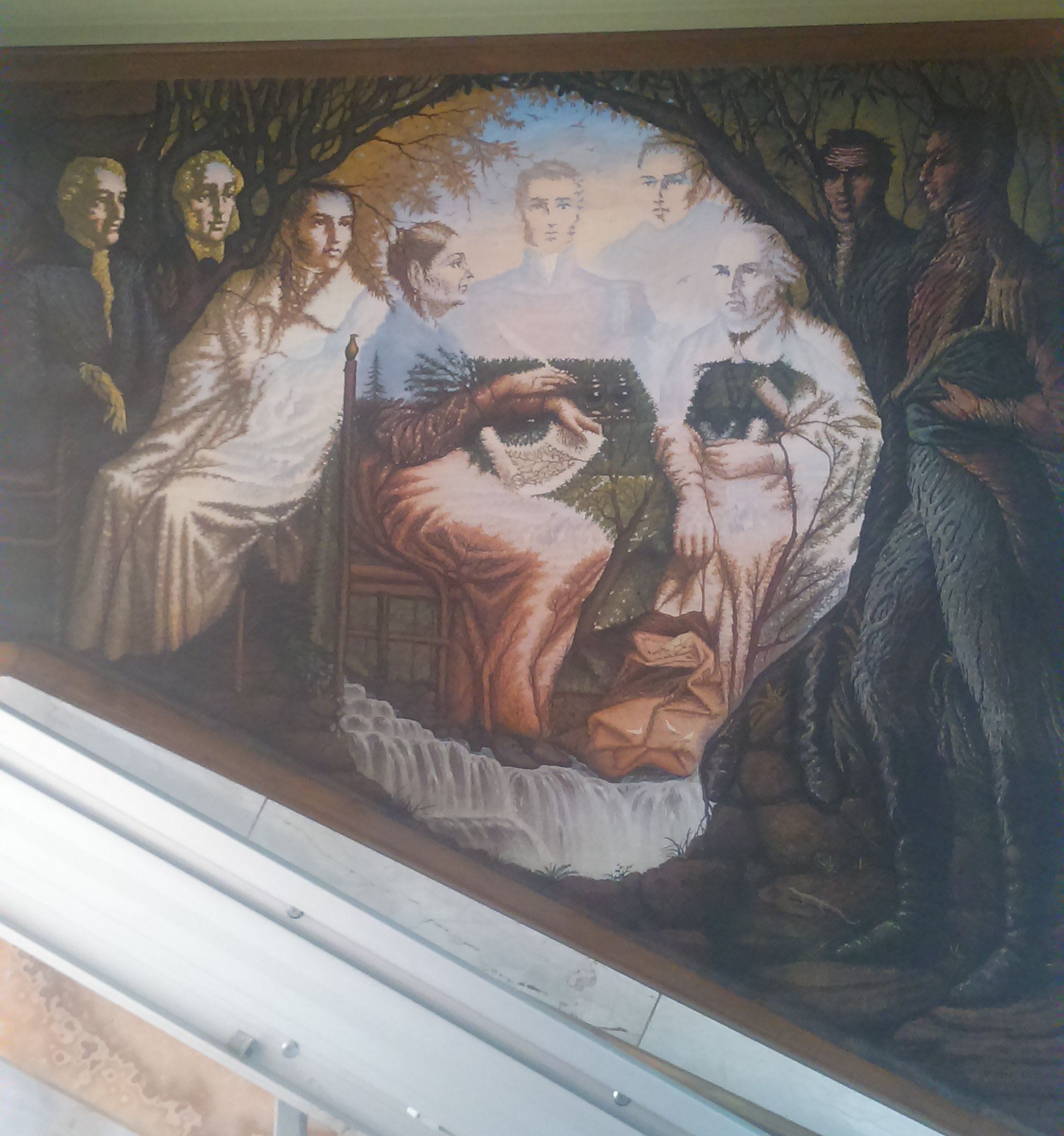
Retrato de Miguel Hidalgo.
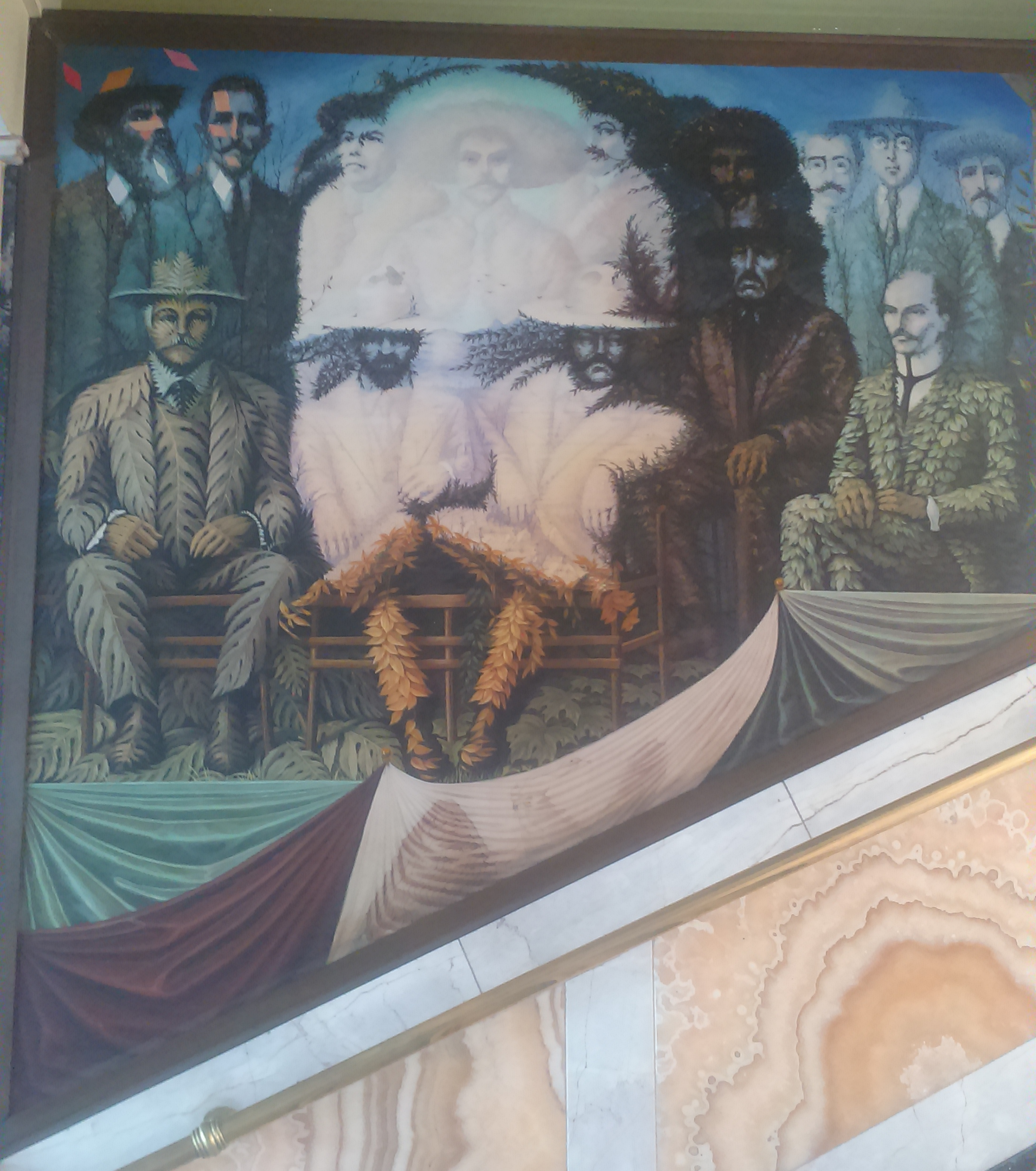
Retrato de Francisco I. Madero.
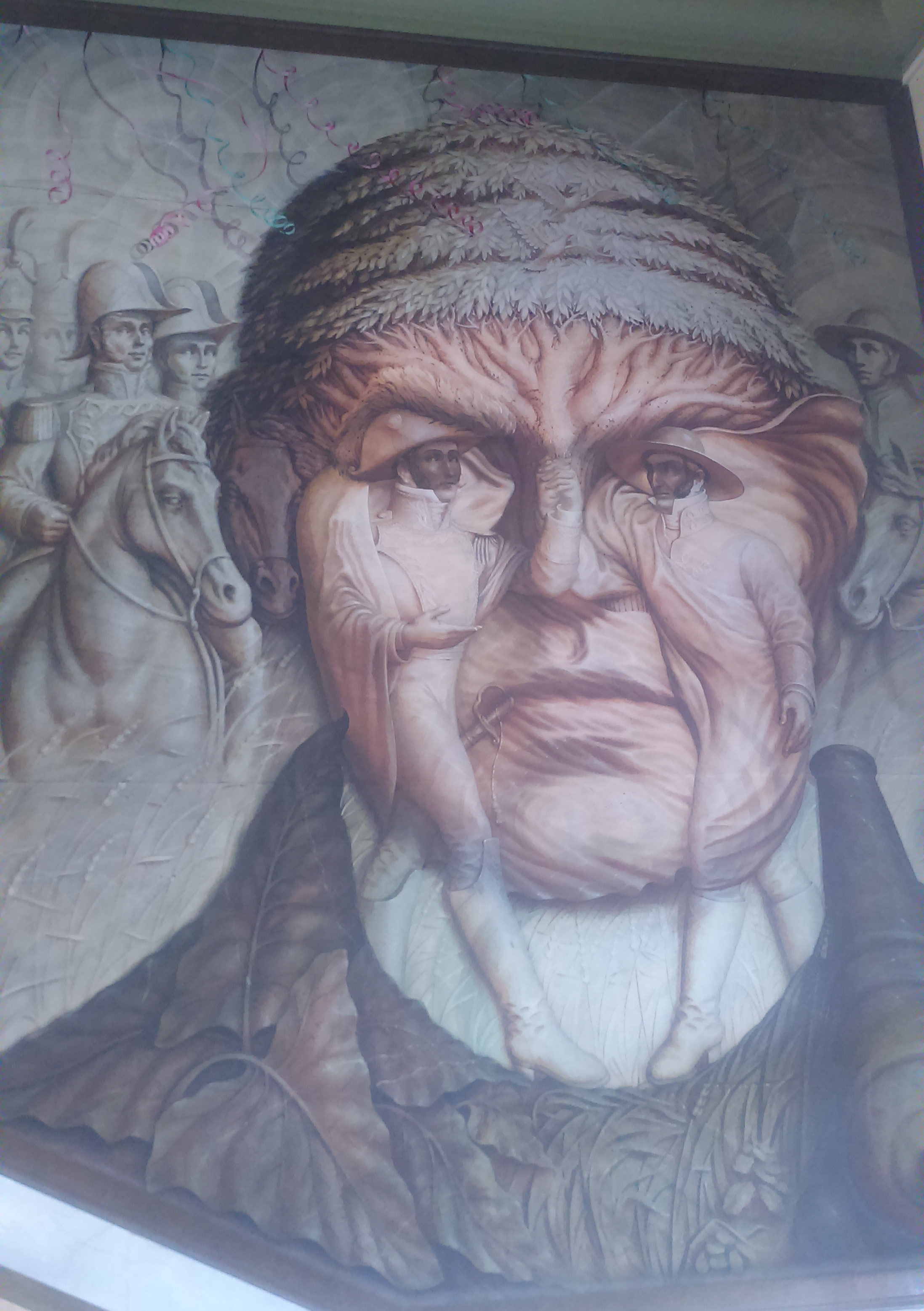
Retrato de José María Morelos.
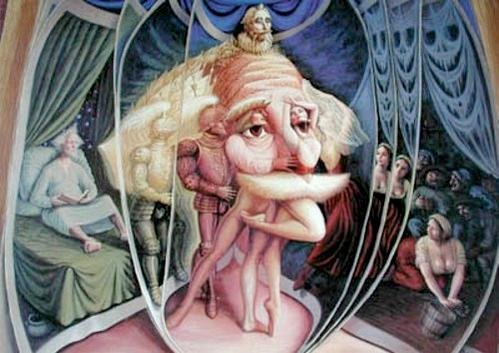
Visiones del Quijote, retrato del personaje principal de la novela literaria española Don Quijote de la Mancha.

### Museo de Celaya, Historia Regional
Este museo abrió sus puertas el 15 de abril de 2010 y cuenta con ocho salas y nueve ejes temáticos, que abarcan desde su pasado prehispánico, la conformación como poblado a través de la heráldica de su escudo de armas, y las aportaciones de sus barrios a la cultura popular, entre otros temas.

### Estadio Miguel Alemán Valdés
El estadio de fútbol y unidad deportiva Miguel Alemán Valdés que fungió como casa del equipo Atlético Celaya; hoy en día es utilizado para los partidos del Club Celaya de la Liga de Ascenso. También para algunas actividades deportivas y culturales; entre ellas algunos conciertos de artistas reconocidos. En sus inicios, a la Unidad Deportiva se le llamó «Renovación».

### Parque Malecón Bicentenario Celaya
Es un malecón que se proyecta sobre la orilla del río Laja, el cual se tenía contemplado incluir áreas deportivas, recreativas y de esparcimiento. Fue un lugar propuesto por Vicente Fox Quesada, para beneficio de los celayenses. No obstante, no ha podido terminarse ya que lidia con el problema de la expropiación de tierras agrícolas y las indemnizaciones correctas, además de que no es aún propiedad completa del gobierno municipal ya que el 65% del terreno todavía es propiedad particular. Otro problema es que el gobierno municipal no ha podido disponer de presupuesto del gobierno estatal ni del gobierno federal para poder finalizar la construcción.

### Feria de Navidad
La feria regional de Navidad de Celaya se celebra cada año del 17 de diciembre al 4 de enero, presentando atracciones comerciales, culturales y espectáculos a personas de toda la región.
Antes se instalaba sobre el Bulevar Adolfo López Mateos. Hoy en día las instalaciones se ubican en dentro de la antigua fábrica "Celanese Mexicana" en la salida a Salvatierra al sur de la zona urbana, con un cupo aproximado para albergar 300 000 visitantes. Tanto la nueva sede de este evento como la antigua, también funcionan como sitios Poliforum.

## Problemas sociales

### Ciudades por tasa de homicidio
Celaya en los últimos años se ha convertido en una de las ciudades más violentas del mundo debido a la tasa de homicidios que se presentan. América Latina cuenta con una cifra alta en la clasificación, dado a conocer por el Consejo Ciudadano de México para la Seguridad Pública y Justicia Penal (CCSPJP), debido a que tenía 43 de las 50 ciudades más peligrosas del mundo en el año 2020.
Desde el año 2018, Celaya figura entre las 50 ciudades más peligrosas del mundo, ocupando la posición 32 con un total de 240 homicidios para una taza de 46.99 por cada 100 000 habitantes.
Para 2019, la situación no mejoró ya que la cantidad de homicidios fue de 262 y con un porcentaje del 49.87 quedando en la posición número 20 de la clasificación de las 50 ciudades más peligrosas del mundo.
En el año 2020, Celaya alcanzaba la posición número 1 de la clasificación con un total de 699 homicidios y un porcentaje del 109.38, superando a la ciudad de Tijuana que tuvo un porcentaje del 105.15 entre 100 000 habitantes y que durante dos años se mantuvo en la cima de la clasificación de las 50 ciudades más peligrosas del mundo.

## Personas destacadas

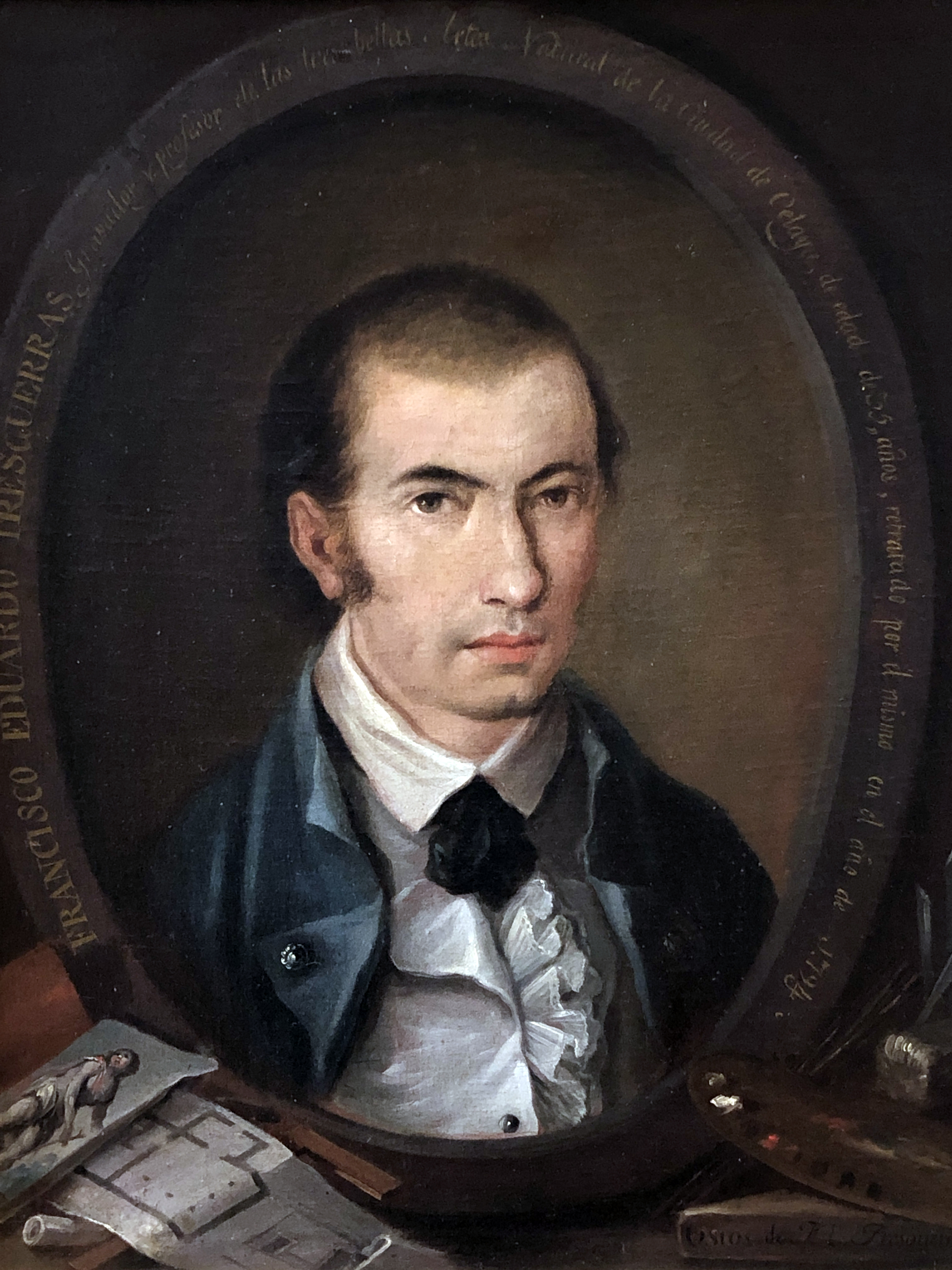
Francisco Eduardo Tresguerras

- Francisco Eduardo Tresguerras (nació el 13 de octubre de 1759, murió el 3 de agosto de 1833). Prominente arquitecto, pintor y grabador del período colonial y primeros años de la independencia.[149]
- Ignacio Camargo (nació el 1772, murió en 1811). Insurgente que participó en la Guerra de Independencia.[149]
- Manuel Cortázar (nació en 1787, murió en 1846). Político y liberal, representante de Guanajuato ante las Cortes Generales en España; simpatizante del movimiento independentista, llegó a ser jefe político del estado en tiempos de la República central.[149]
- Luis Herrera (nació en 1775, murió en 1811). Insurgente, adherido al ejército de Miguel Hidalgo a su paso por Celaya; combatió principalmente en San Luis Potosí.[149]
- Félix E. Vera (nació en 1882, murió en 1918). Ferrocarrilero y líder obrero que se participó en la Revolución Mexicana combatiendo en nombre de su gremio en la región.[149]
- Eric del Castillo (Nació el 22 de julio de 1930). Actor en más de 250 películas y telenovelas.
- Adriana Lamar (Nació el 9 de mayo de 1909, murió el 30 de enero de 1946 en la Ciudad de México) Actriz pionera del cine de oro mexicano, se le conoce por su papel en la cinta la Llorona de 1933.
- José Buil (Nació el 19 de marzo de 1953)                  Director, Guionista y Editor Cinematográfico. Acreedor de 4 premios Ariel en los que destacan: Mejor guion original por el largometraje “Perfume de Violetas” (2001) Mejor Argumento original por el largometraje “La línea paterna” (1996).[150]
- Jorge Arvizu (Nació el 23 de julio de 1932, murió el 18 de marzo de 2014). Actor de doblaje, cine y televisión; fue reconocido por ser la primera figura del doblaje mexicano.[151]
- José Francisco Ortega (Nació en 1734, murió en 1798), militar nacido en la Celaya de la entonces Nueva España y pionero en la exploración y colonización de la Alta California. Como miembro crucial de la expedición de Gaspar de Portolá en 1769, contribuyó al descubrimiento de la Bahía de San Francisco. Después de una distinguida carrera militar, se retiró en 1795 con el rango de capitán y recibió una concesión de tierras, el Rancho Nuestra Señora del Refugio en el condado de Santa Bárbara. Su influencia se extiende a través de sus descendientes, quienes se convirtieron en una prominente familia californiana.
- Raúl Velasco (Nació el 24 de abril de 1933 – Murió el 26 de noviembre de 2006). Conductor de televisión conocido por la conducción del programa de variedades Siempre en domingo.
- Alberto Suárez Inda (Nació el 30 de junio de 1939). Cardenal de la Iglesia católica, arzobispo emérito de la arquidiócesis de Morelia.[152]
- Octavio Ocampo (Nació el 28 de febrero de 1943). Pintor exponente del estilo pictórico metamorfismo.
- Silvia Bravo (Nació el 20 de febrero de 1945, murió el 7 de septiembre de 2000). Investigadora del Departamento de Física espacial del Instituto de Geofísica de la UNAM; se le atribuye el proyecto del radiotelescopio de México.[153]
- David Bárcena Ríos ((Nació el 26 de diciembre de 1941 – Murió el 22 de febrero de 2017); Medallista olímpico de bronce en la prueba de tres días de equitación en los Juegos Olímpicos de Moscú 1980.
- Saúl Mendoza (Nació el 6 de enero de 1967). Destacado competidor paralímpico.
- Jan (Gustavo Cárdenas) (Nació el 30 de abril de 1970). Cantante, actor, conductor de televisión y productor de medios audiovisuales. Ganador de un premio Emmy en el año 2000.
- Polo Morín (Nació el 3 de noviembre de 1990) Actor de Cine y Televisión.
- Eliseo Gilberto Aviña Gómez (Nació el 7 de marzo de 1972). Productor y Director Cinematográfico.[154]
- Elisa Nájera Gualito (Nació el 16 de agosto de 1986). Modelo, ganadora del certamen Nuestra Belleza México 2007, 4° Finalista en Miss Universo 2008.
- José Juan Vázquez Gómez. (Nació el 14 de marzo de 1988). Futbolista que ha sido campeón en las principales categorías del fútbol profesional mexicano. Convocado a la Selección mexicana de fútbol para el mundial Brasil 2014.[155]
- Ever Guzmán (Nació el 15 de marzo de 1988). Futbolista mexicano del Club Monarcas Morelia; donde ganó la Copa MX en el torneo Apertura 2013.
- Liliana Ibáñez López (Nació el 30 de enero de 1991). Nadadora poseedora de récords nacionales. En reconocimiento a su carrera una alberca municipal de Celaya lleva su nombre.[156]
- Isaías Barrón. Primer promotor de la música clásica en Celaya. Se le reconoce la creación de la Marcha de Celaya.[157]
- Silvano R. Ramos  Compositor celayense de la canción mexicana «Allá en el Rancho Grande» junto a Tito Guízar, interpretada en dos películas: en 1936 y en 1949.[158]

## Deportes

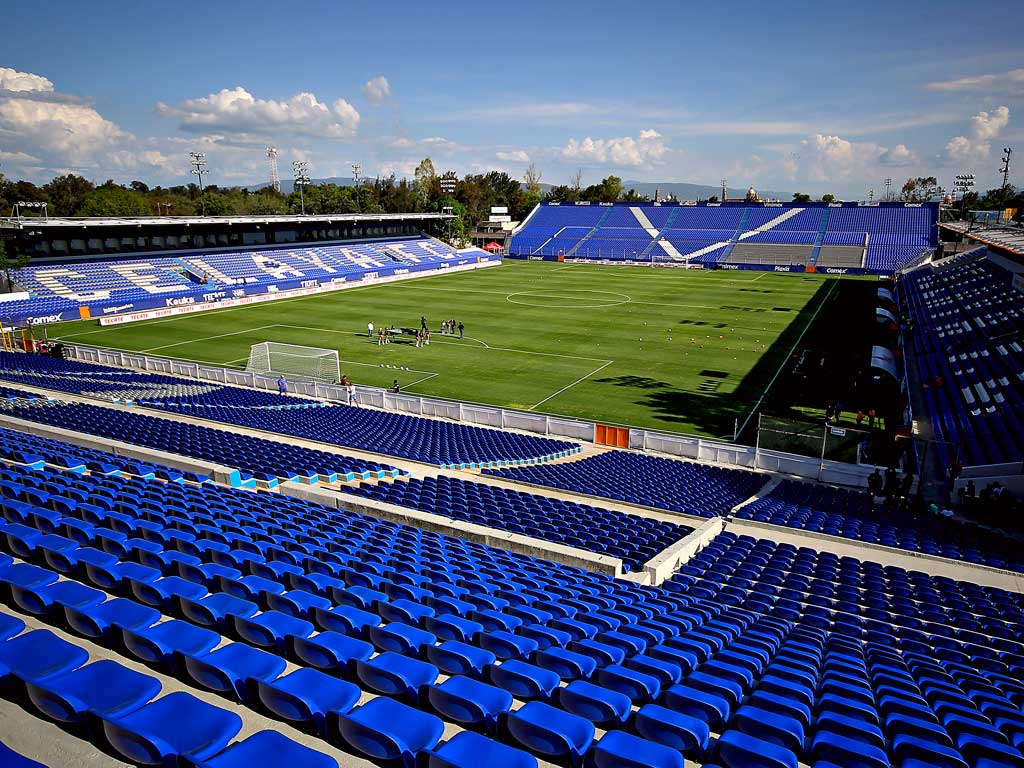
Estadio Miguel Alemán Valdés

### Fútbol
La institución deportiva más importante de la ciudad fue el Atlético Celaya, que apareció en la Primera División "A" en la temporada 1994-95. Se convirtió en el primer campeón de la recién creada división y ascendió a la Primera División, tras derrotar al Club de Fútbol Pachuca en la final por 1-0 con gol del brasileño Amarildo Soares en el Estadio Hidalgo. En el equipo jugaron grandes futbolistas de talla internacional como Emilio Butragueño, Miguel González "Míchel" y Hugo Sánchez. El equipo llegó a la final de la temporada 1995-96 en la cual el partido de ida se llevó a cabo en el Estadio Miguel Alemán Valdés contra el Necaxa, el marcador terminó 1-1. El partido de vuelta se realizó en el Estadio Azteca con el marcador de 0-0; por la regla del gol de visitante el Necaxa resultó el campeón. Actualmente la ciudad cuenta con el Club Celaya, equipo que participa en la Liga de Expansión MX y tiene como casa el Estadio Miguel Alemán Valdés.

### Rugby
La ciudad tiene un representativo de rugby en la primera división del campeonato nacional de la Federación Mexicana de Rugby Unión, llamado "Celaya Rugby Club". Entrenan y juegan en las instalaciones de la Universidad de Celaya. Han logrado llegar a 6 finales consecutivas, logrando el campeonato nacional en 4 ocasiones.

## Hermanamientos
- Vigo, Provincia de Pontevedra, España (2014).[159]
- Durham, Carolina del Norte, Estados Unidos (2019).[160]
- Travedona-Monate, Provincia de Varese, Italia (2017).[161]
- Nochistlán de Mejía, Zacatecas, México (2019).[162]
- Windsor, Ontario, Canadá (2016, en proyecto).[163]